# 香港科學園

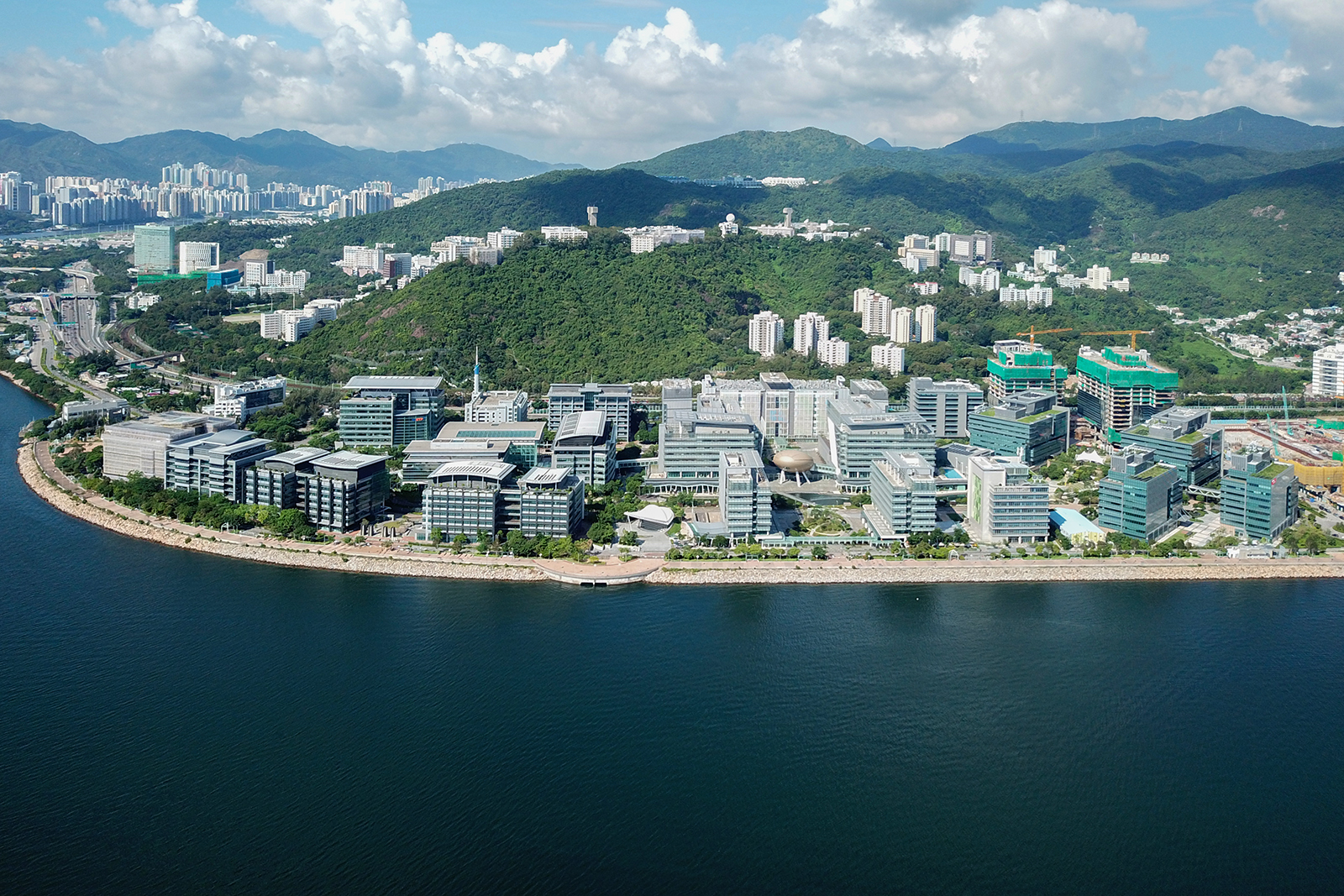
香港科學園全貌（2018年）

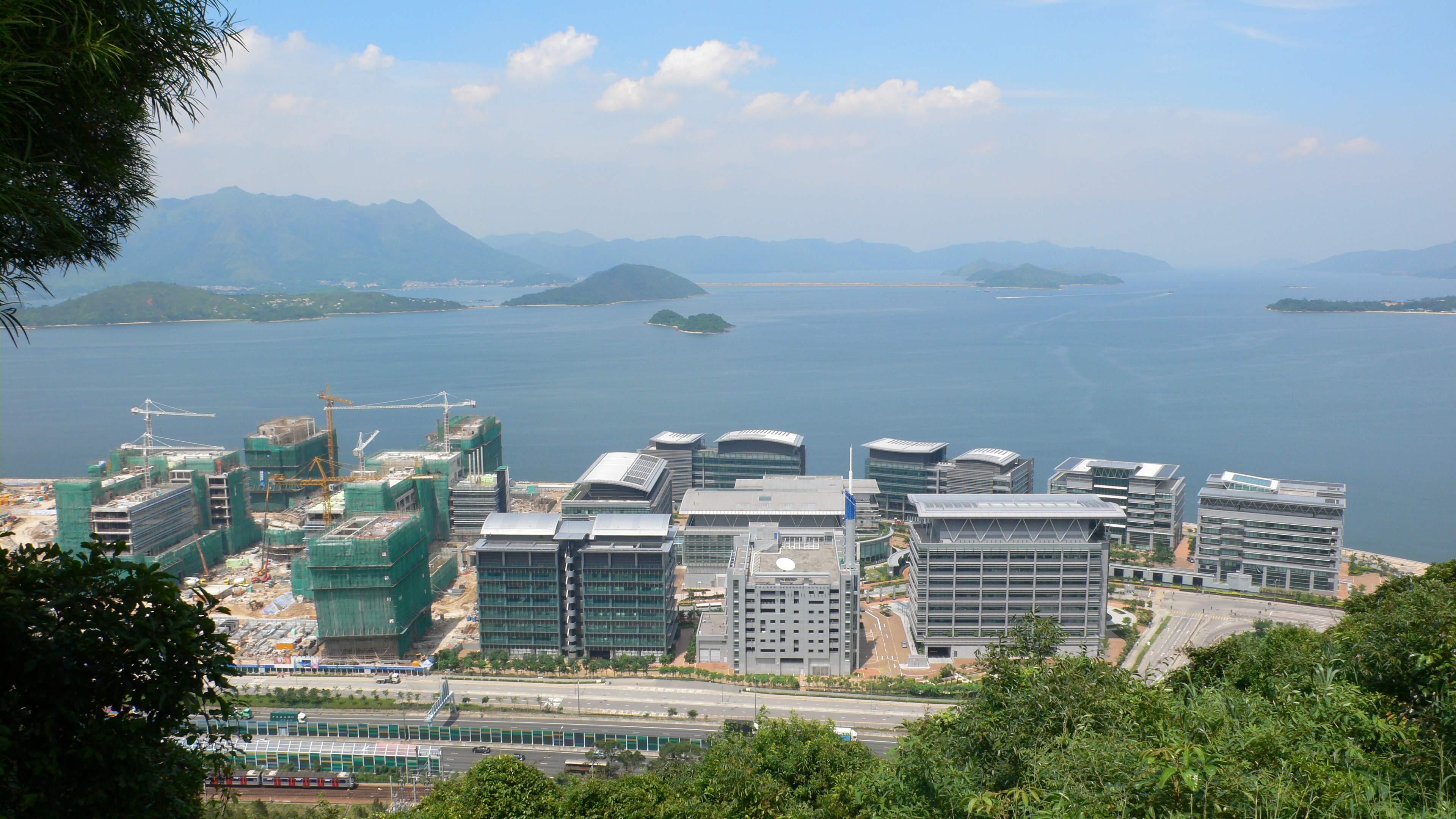
香港科學園（2006年）

香港科學園（英語：Hong Kong Science Park）位於香港新界沙田區白石角吐露港沿岸，毗鄰白石角海濱長廊，鄰近香港中文大學，發展佔地22公頃，第一至第三期總樓面面積達330,000平方米，第二期工程於2006年竣工，第三期於2016年竣工。
香港科學園與數碼港相似，同樣採用類似大學校園的低密度規劃，以高科技及應用科技（包括生物醫療科技、資訊及通訊科技、電子、綠色科技及物料及精密工程）為主的研究基地，由香港科技園公司於2001年5月7日開始運作。
科學園所在地原為吐露港海域，故該處原來的大埔區與沙田區分界採用直線劃界的方式（由樟樹灘南端向丫洲方向劃出一條直線作爲兩區界線），填海工程完成後，這條直線便將科學園建築地盤範圍切割成東南和西北兩部分，其中東南部屬沙田區，西北部屬大埔區（但目前整個科學園所屬的三張地契均使用大埔市地段編號），界線位置約為現今的科研路以東綠悠臺一帶。隨着科學園第二、三期工程完成，有關分區劃界有待調整。

## 發展

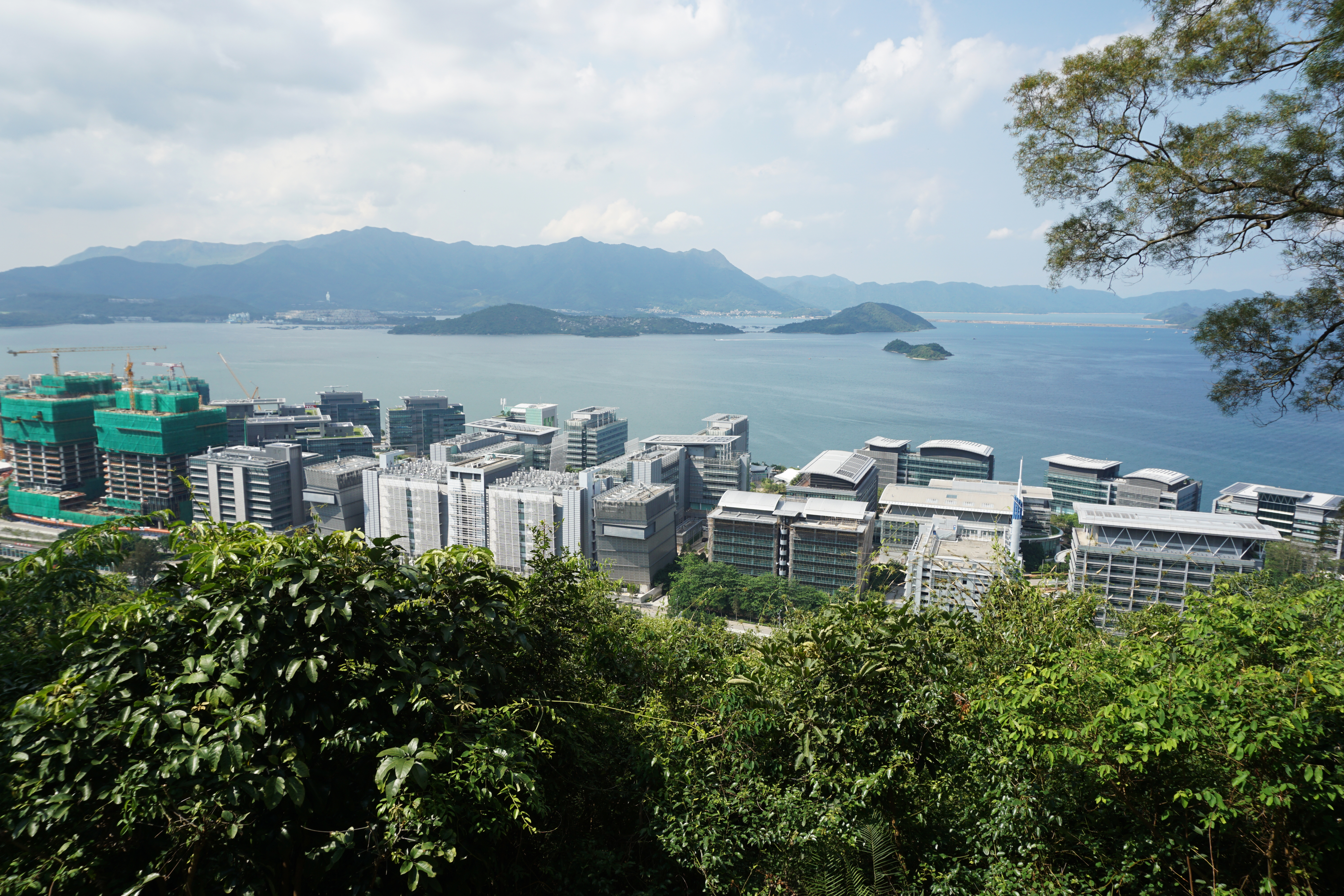
香港科學園，左方正興建兩幢科研大樓（2018年5月）

### 第一期

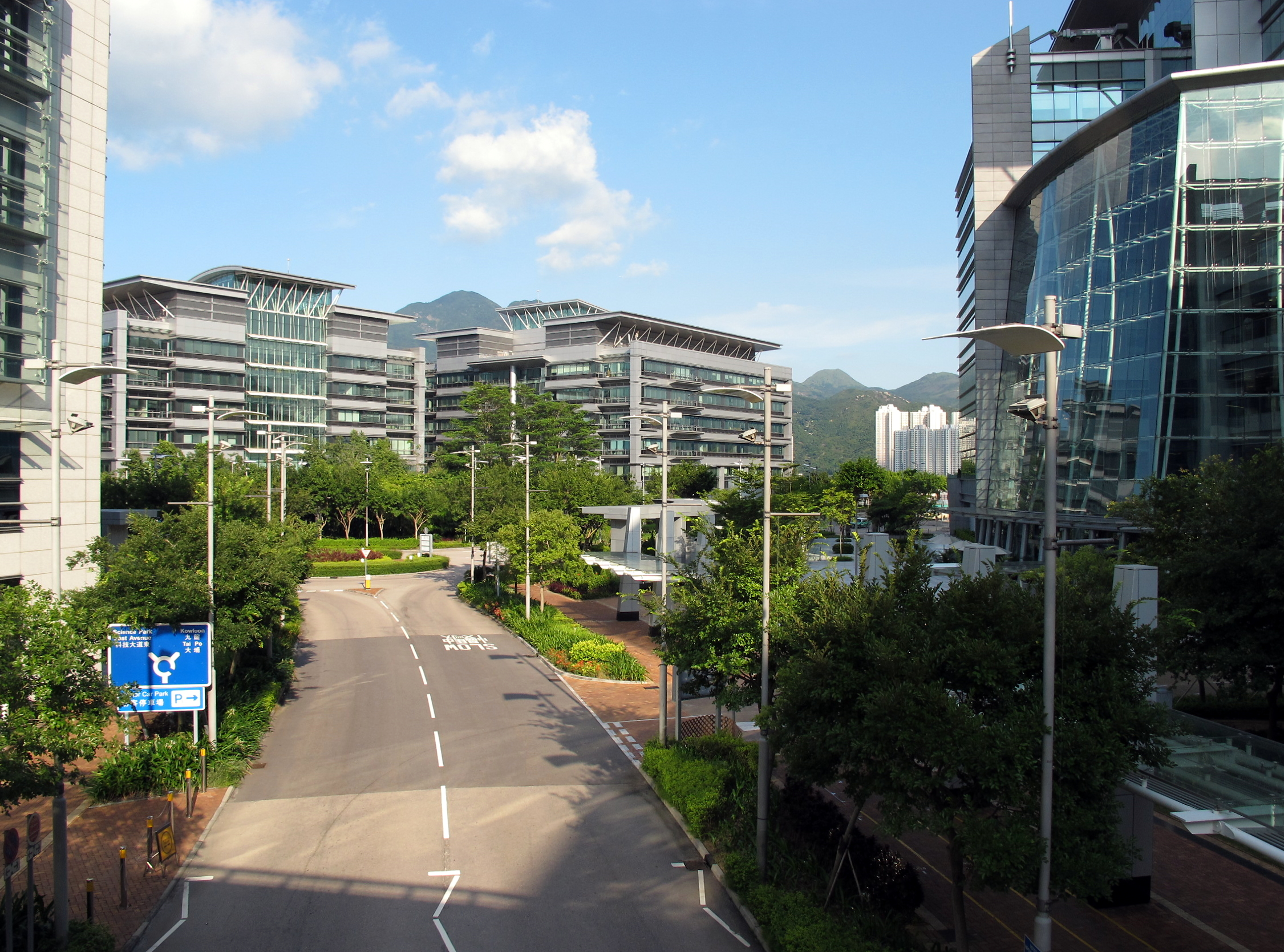
香港科學園第一期樓宇群

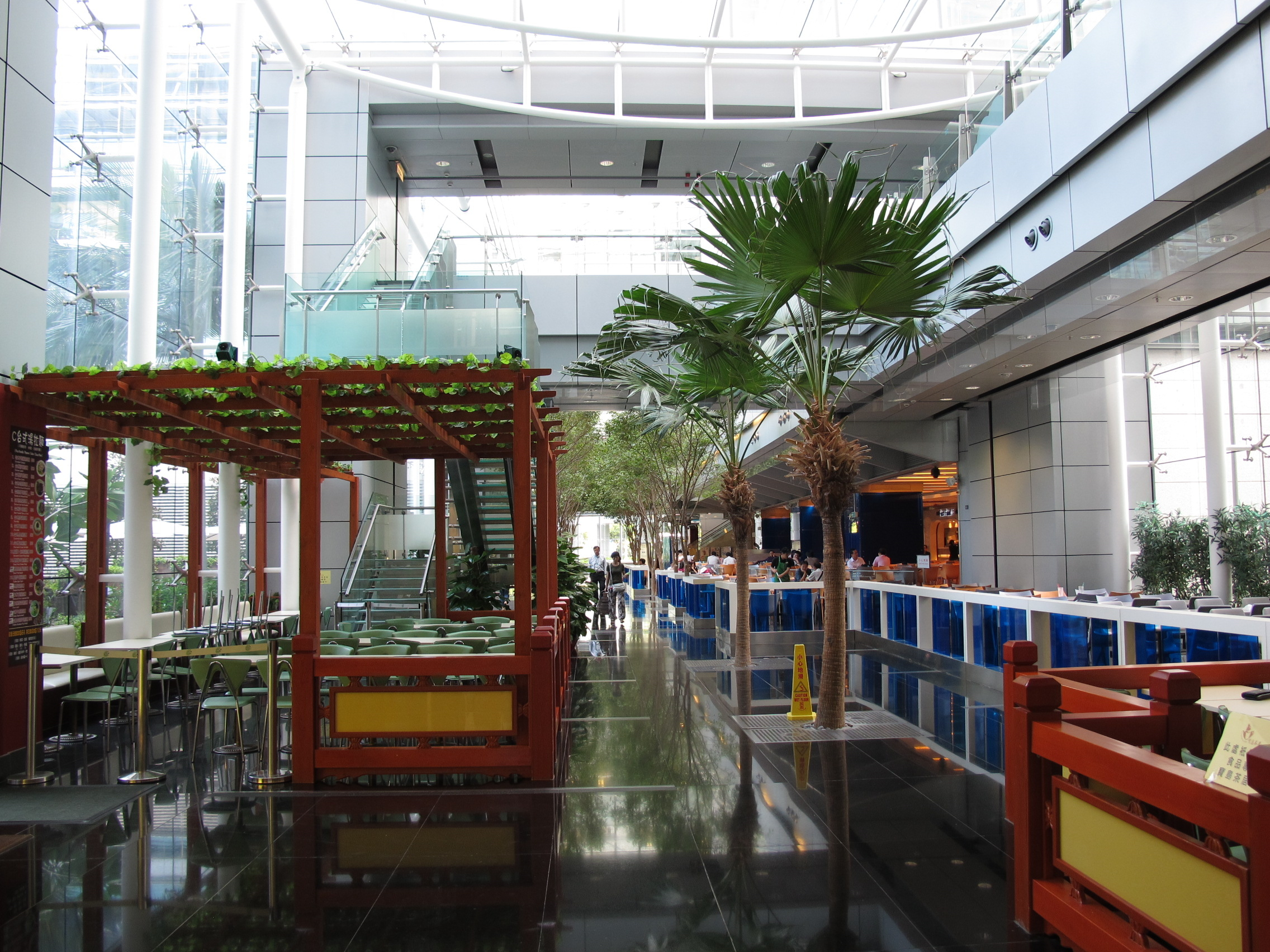
科學園核心大樓內的食肆

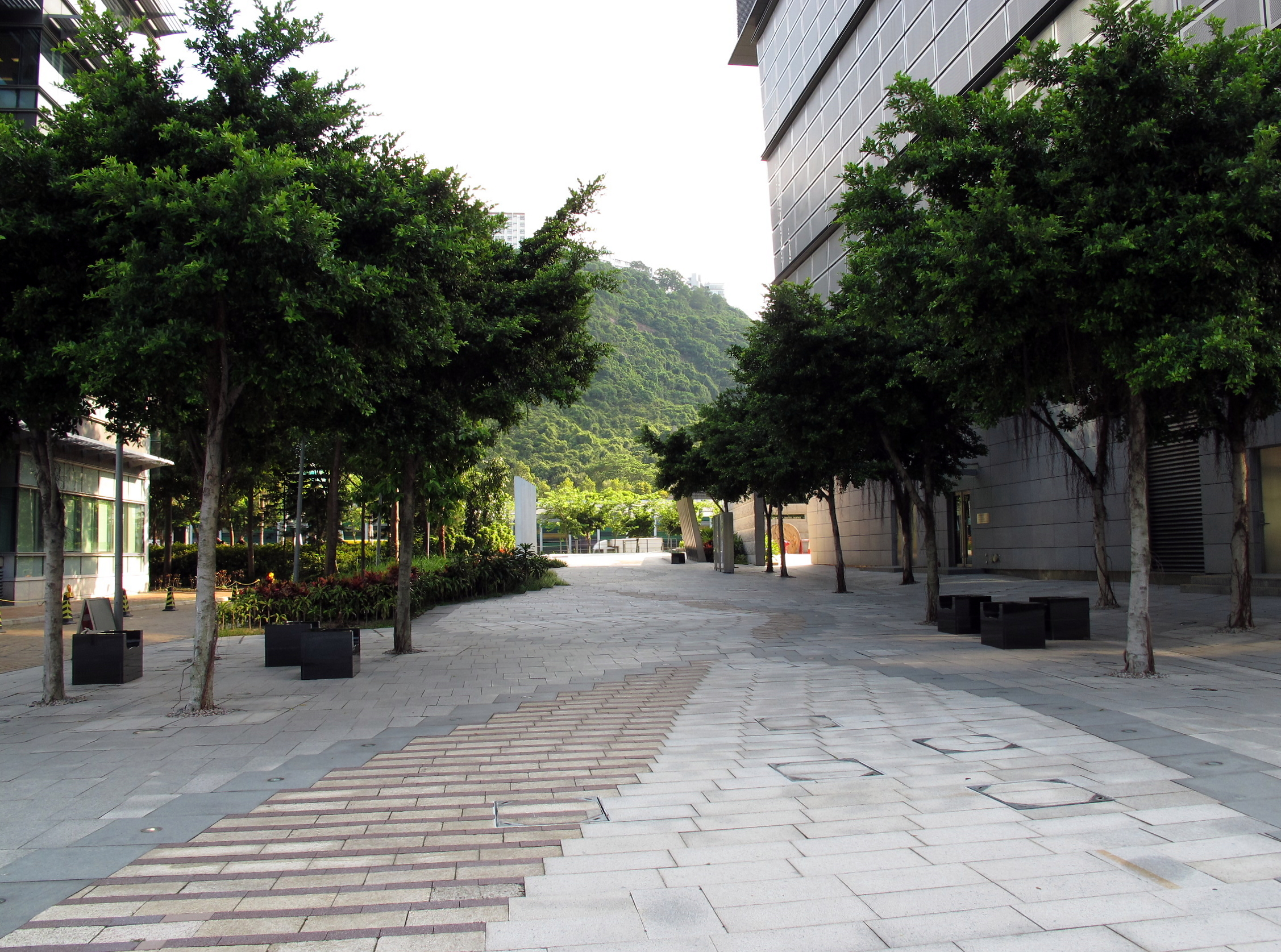
第一期休憩空間

香港科學園第一期於2004年7月移交香港科技園公司管理，全部9幢樓宇於2004年10月落成，開幕典禮於同月29日舉行。截至2017年1月31日，科學園共有超過600間科技企業進駐，接近13,000名科技專才在園內工作。
香港科學園第一期由兩部分組成，分別是科學園核心大樓及共享設備技術支援大樓。

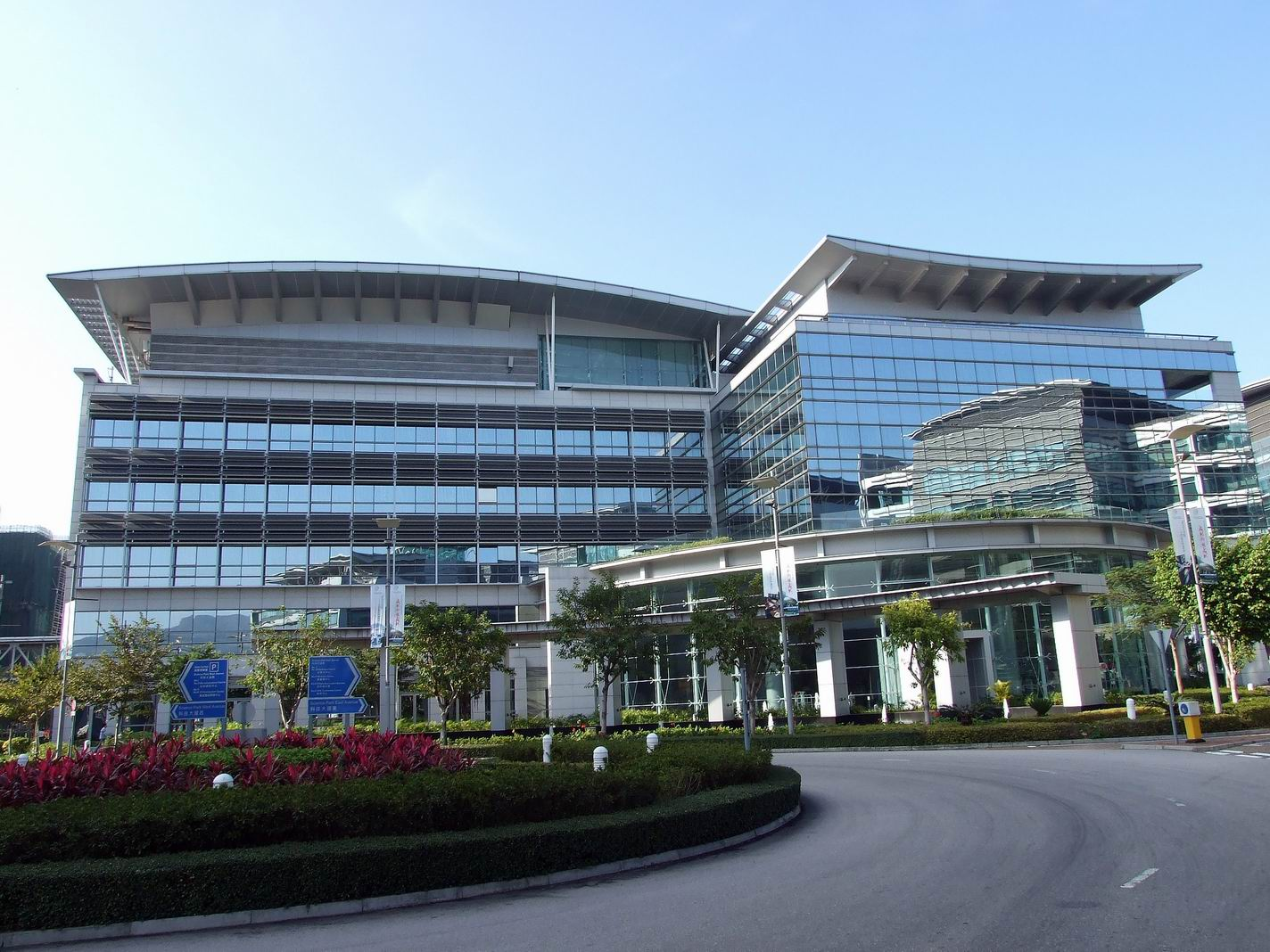
科學園核心大樓（第一期A，由關善明建築師事務所設計）：3棟核心大樓位於香港科學園中心區域，適合小企業租用，同時是後勤服務中樞，提供商務/會議中心、餐廳、和停車場等多項重要設施。
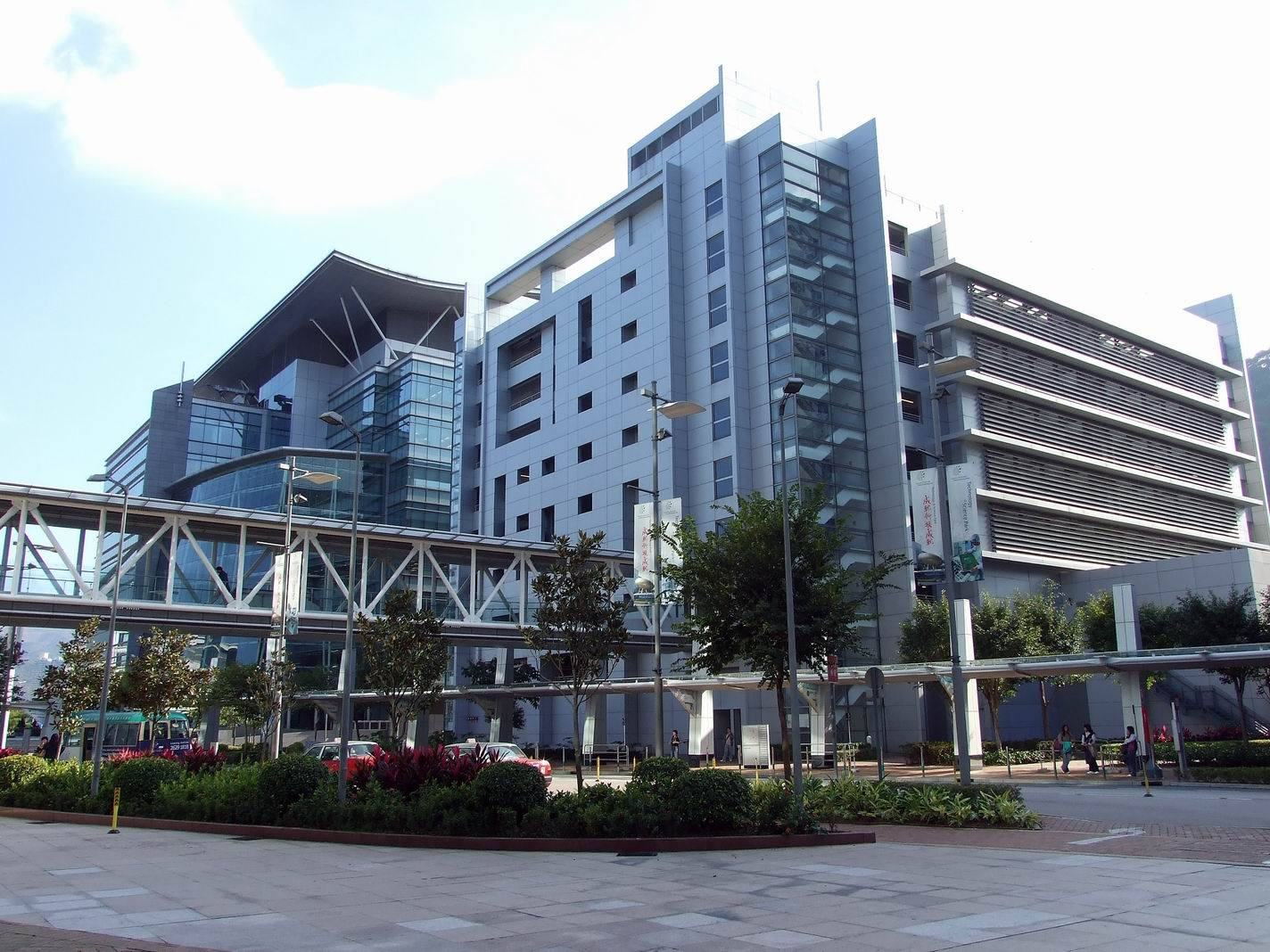
停車場大樓
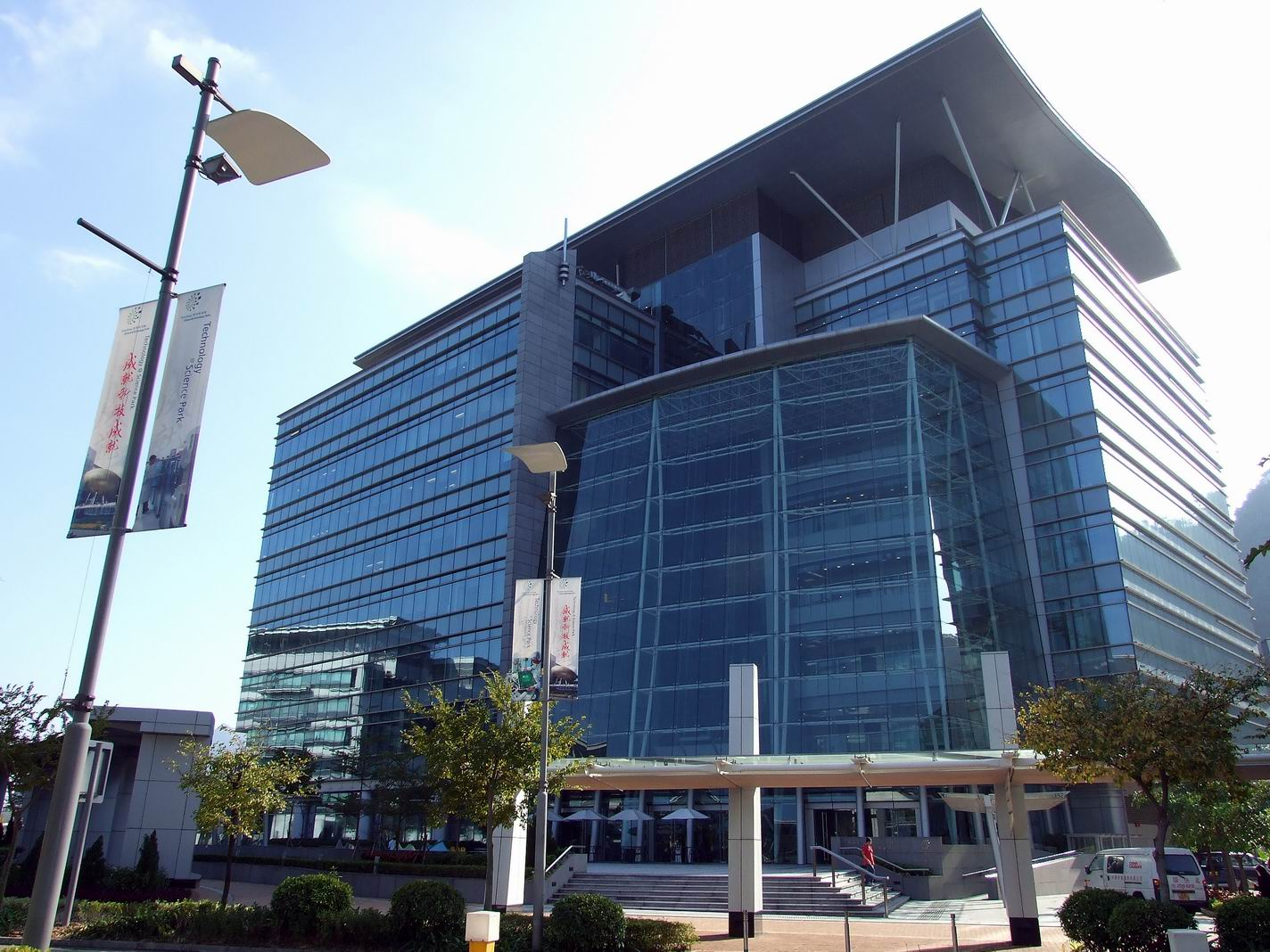
生物資訊中心
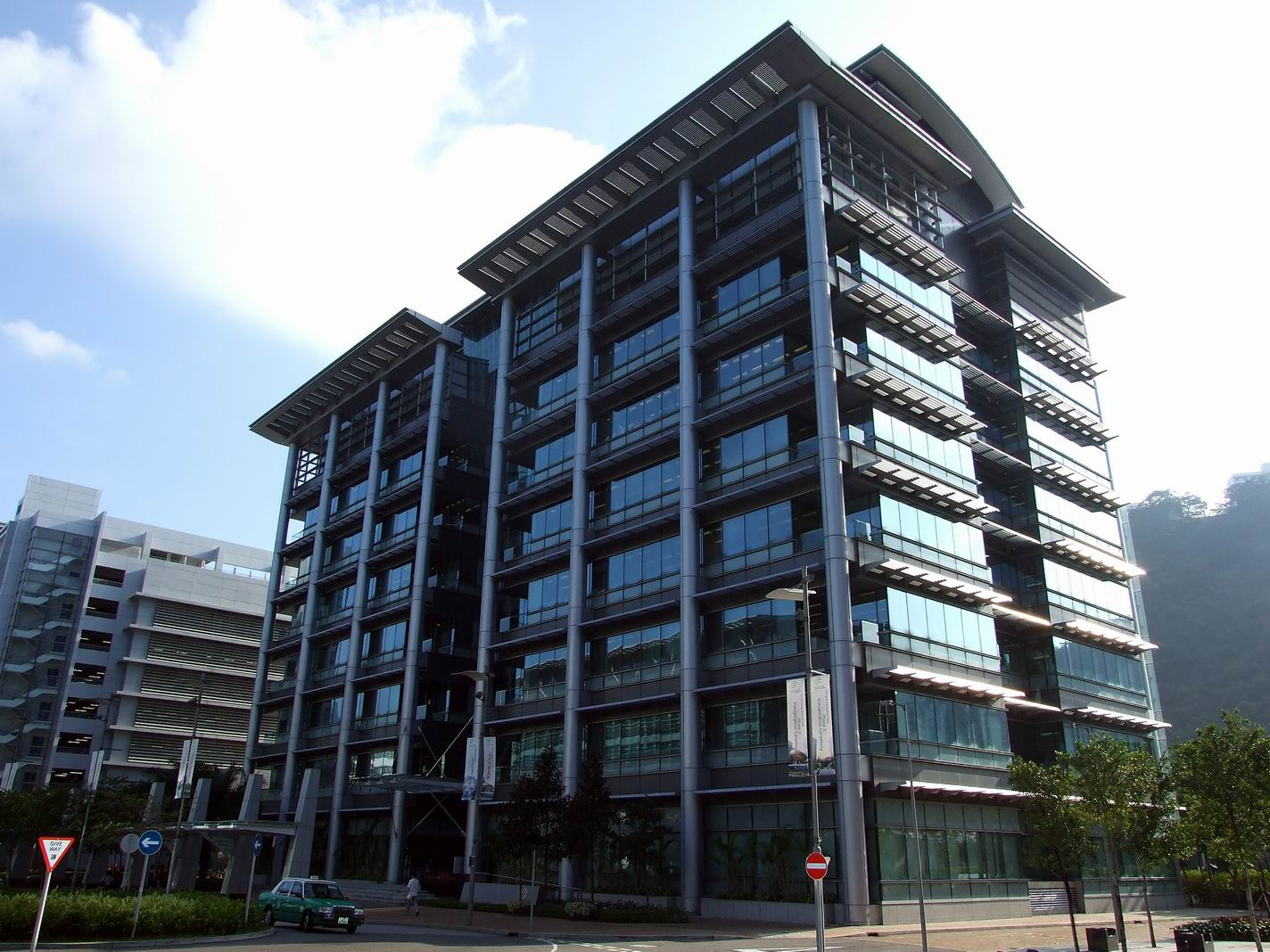
集成電路開發中心
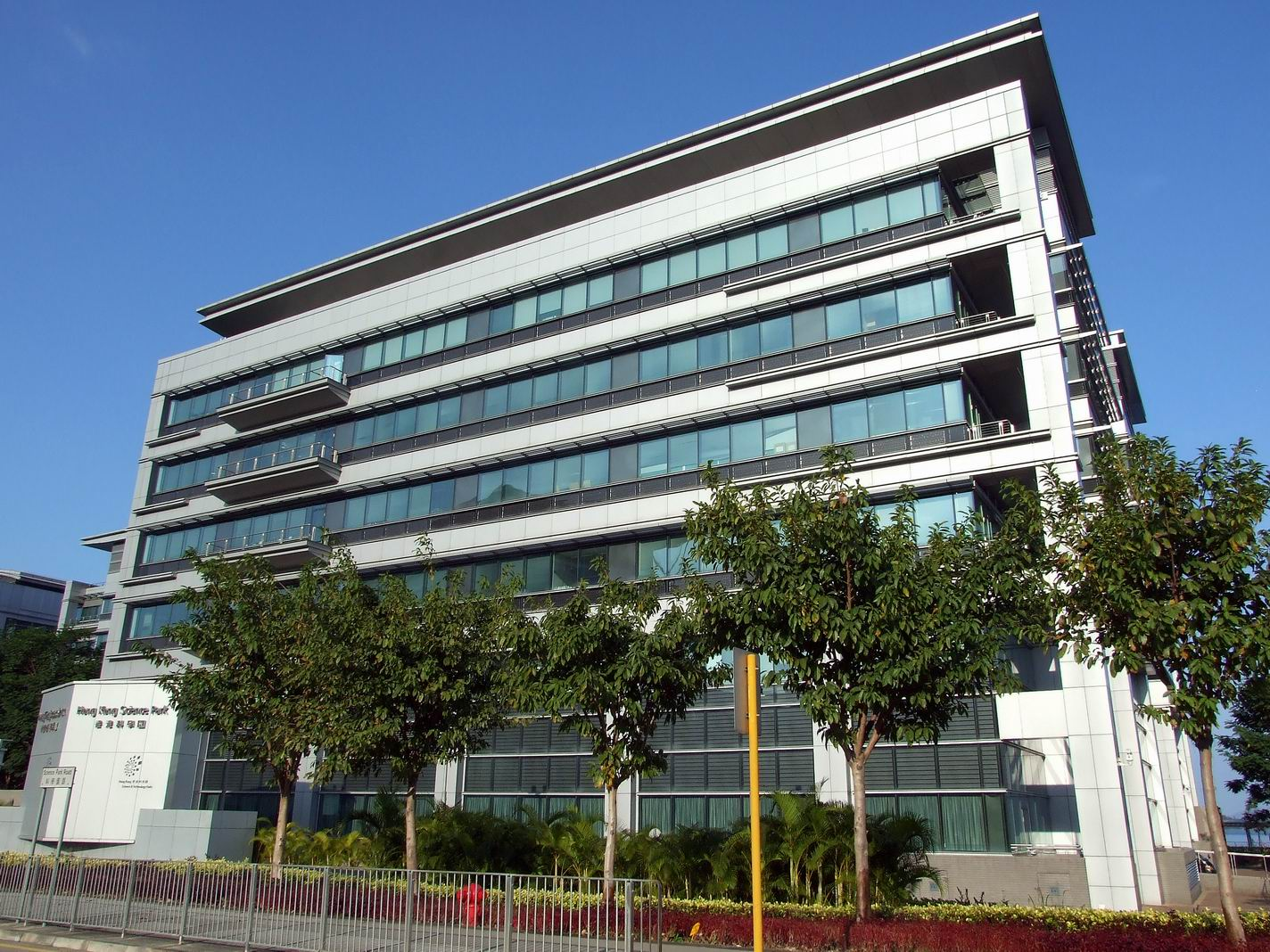
光電子中心
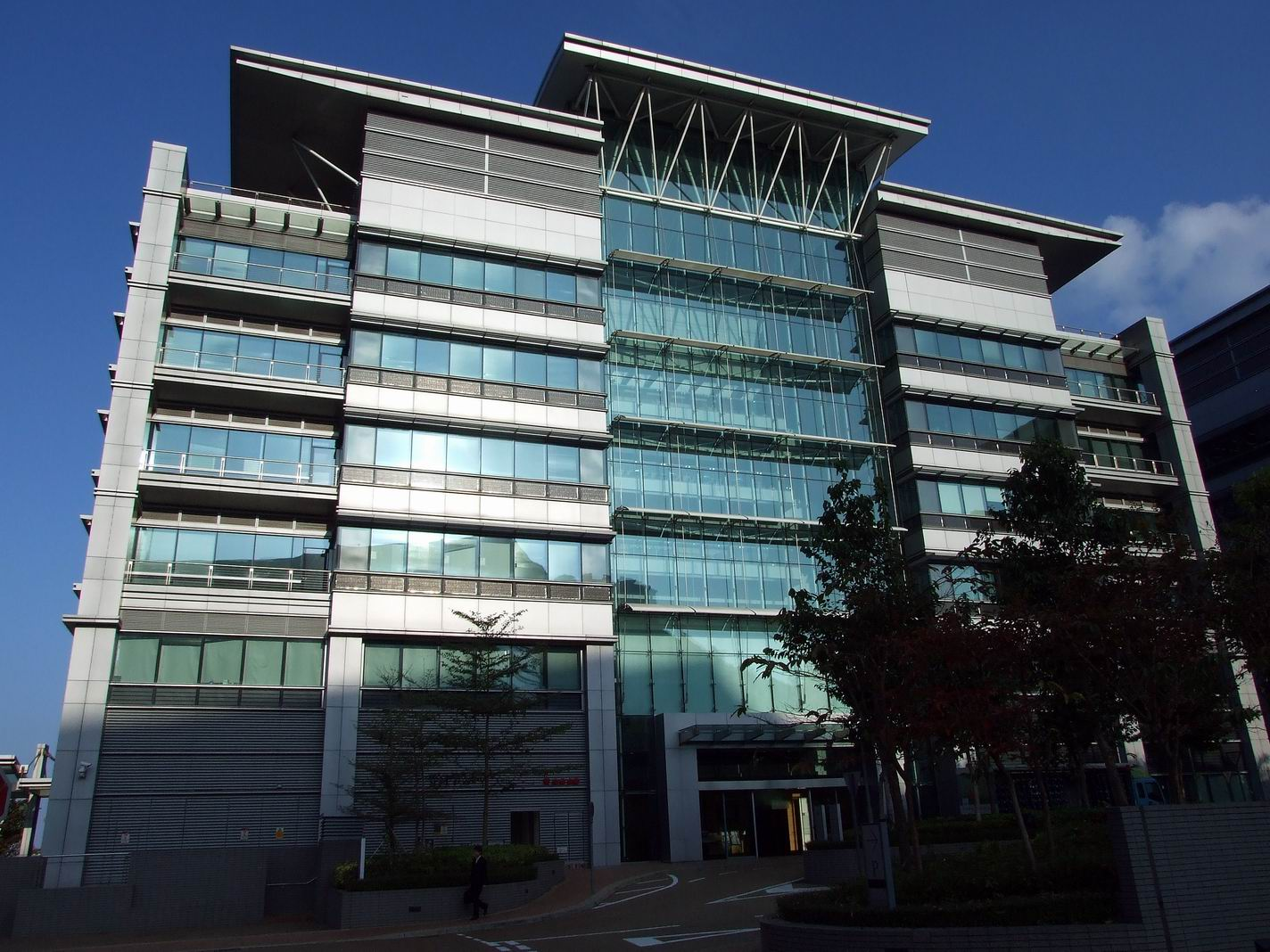
無線電中心
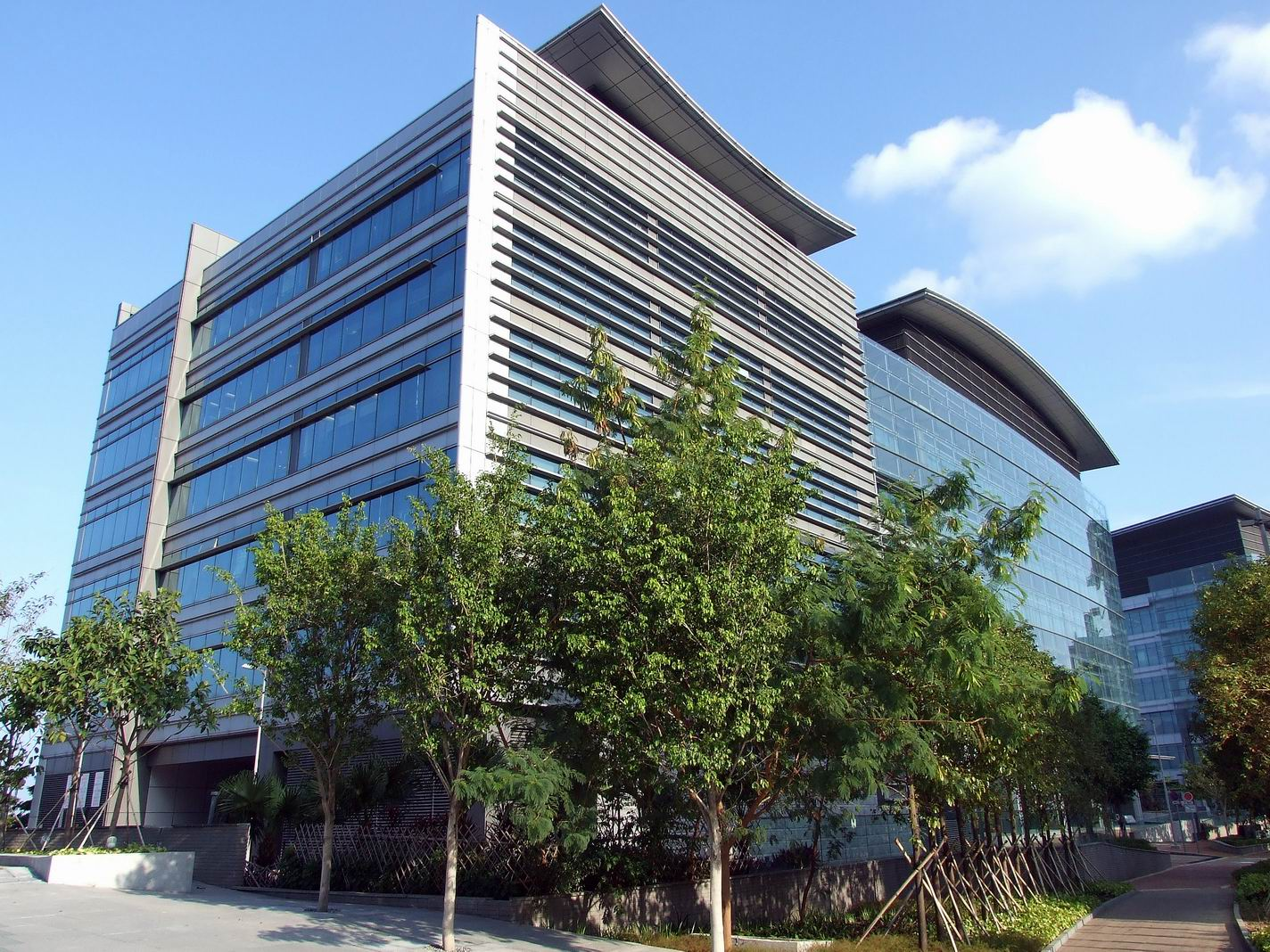
飛利浦大廈
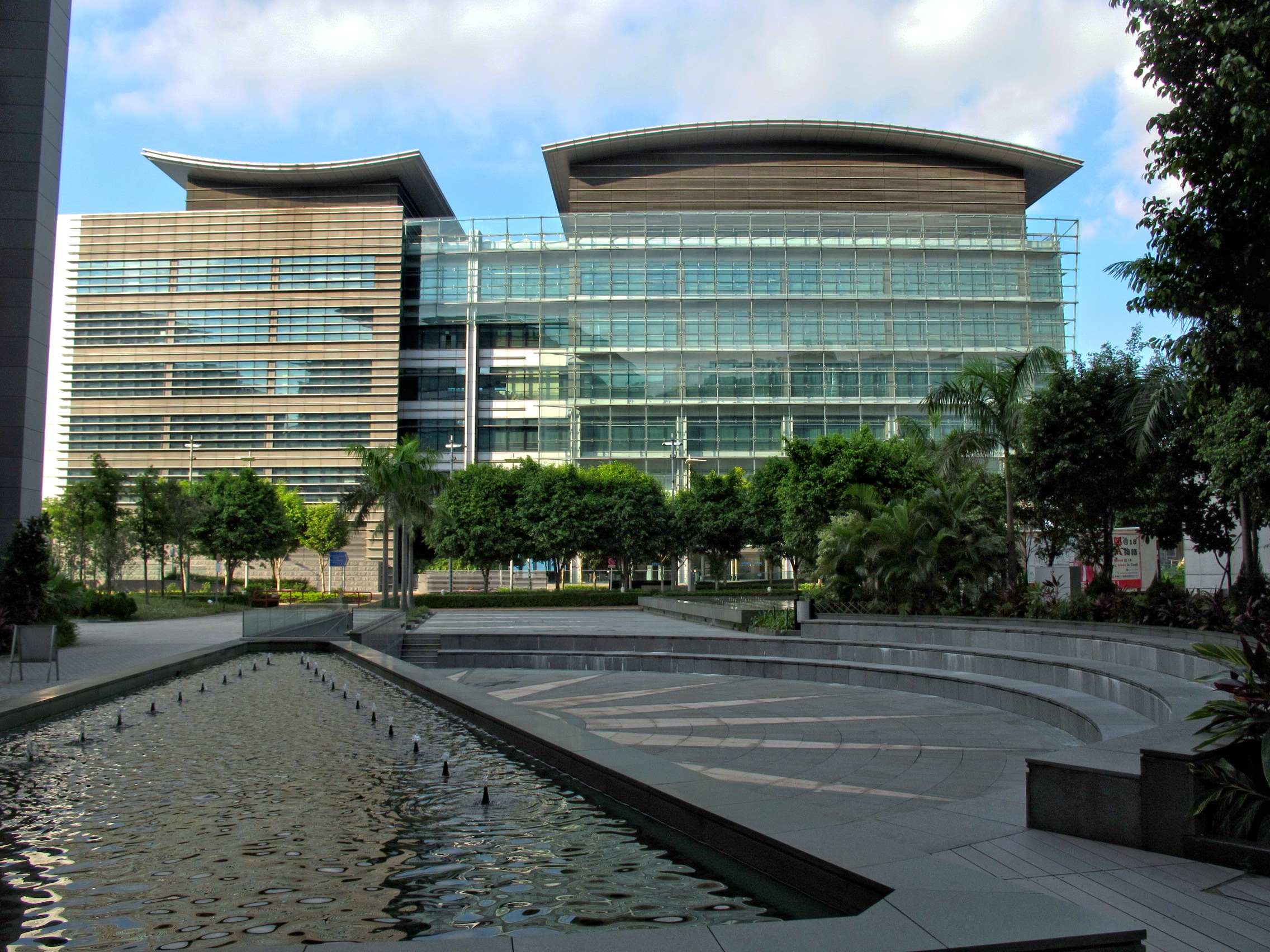
新科中心
  - 科技大道東1號（會議廳）
  - 科技大道西1號（核心大樓第1座，核心大樓第2座）
  - 科技大道西3號（停車場大樓）
  - 科技大道西5號（企業廣場）
- 共享設備技術支援大樓（第一期B，由建築署設計）：
  - 科技大道東2號：光電子中心（Photonics Centre）
  - 科技大道東3號：無線電中心（Wireless Centre）
  - 科技大道東5號：5E大樓（Building 5E）（前稱飛利浦大廈 ）
  - 科技大道東6號：新科中心（SAE Technology Centre）
  - 科技大道西2號：生物資訊中心（Bio-Informatics Centre）
  - 科技大道西6號：集成電路開發中心（IC Development Centre）

- 科學園核心大樓
- 停車場大樓
- 生物資訊中心
- 集成電路開發中心
- 光電子中心
- 無線電中心
- 飛利浦大廈
- 新科中心

### 第二期

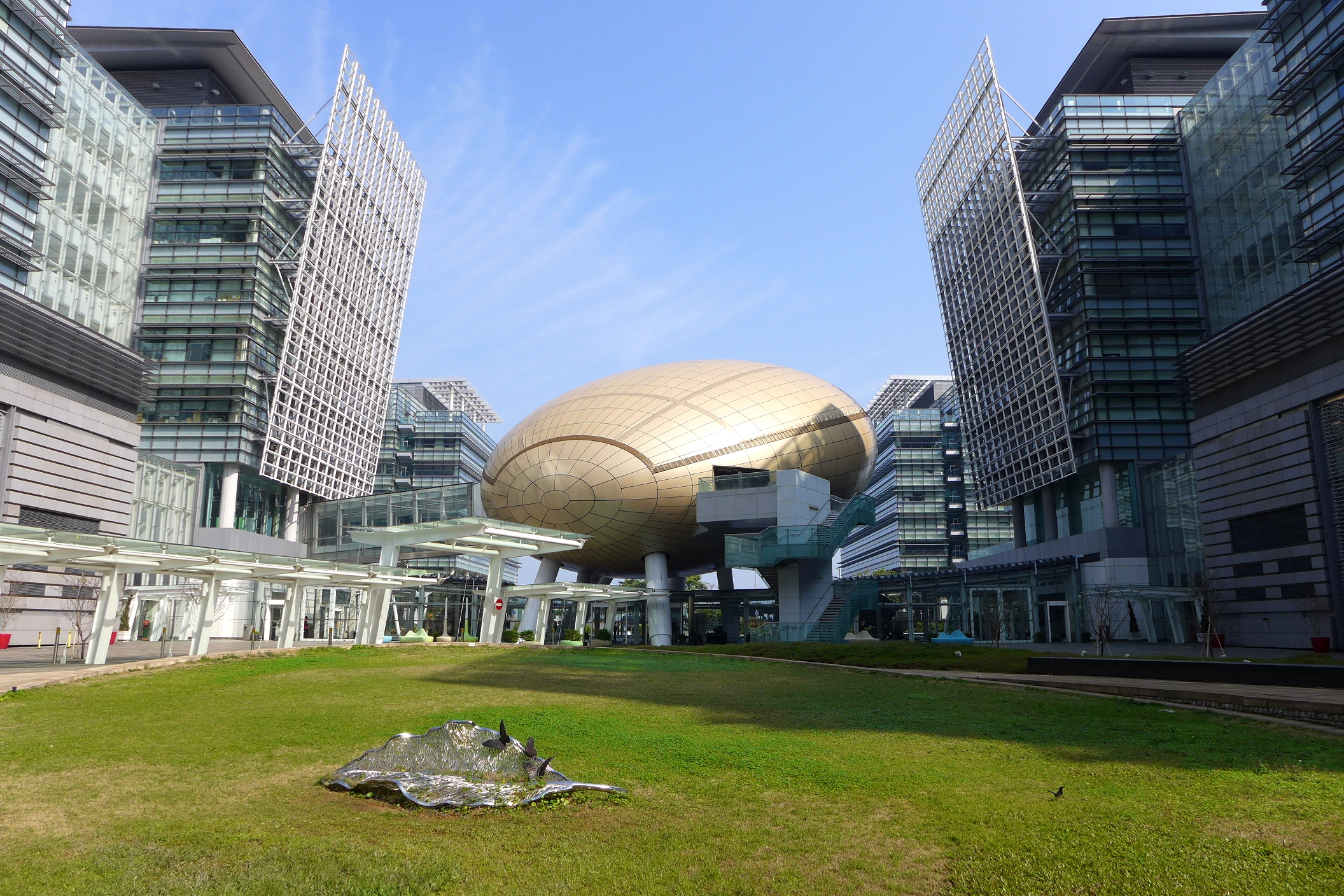
科學園二期地標：高錕會議中心（俗稱：金蛋）

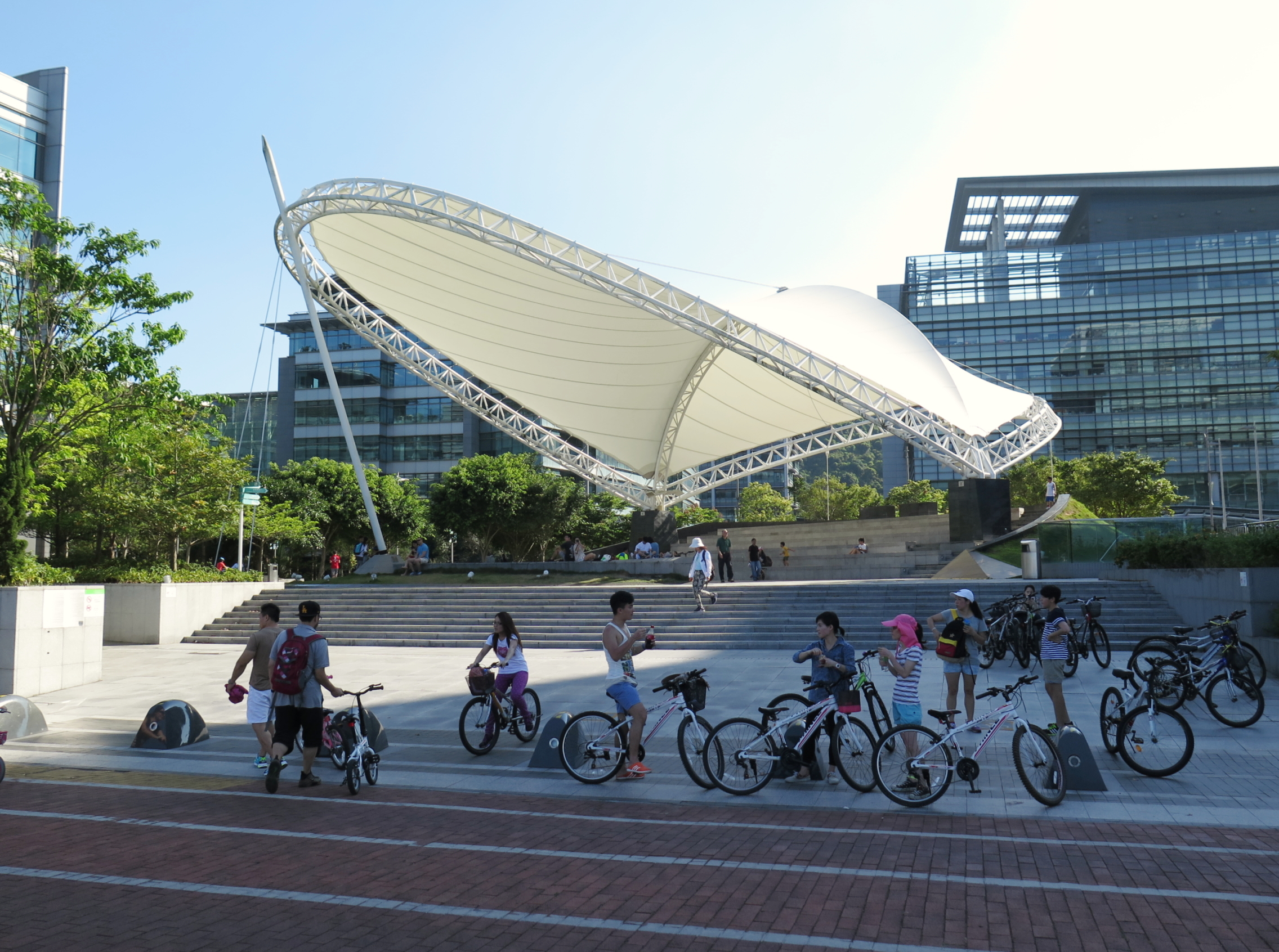
議事廣場（Forum）

香港科學園第二期佔地面積77,320平方米，總樓面面積105,000平方米，預算支出為33億2千5百萬港元，於2007年9月15日開幕。第二期合共建有10幢大樓，包括2座能源大樓、2幢實驗室大樓及4幢研發辦公室大樓。此批樓宇一律由利安顧問有限公司設計。
- 於2006年年底完成兩座能源大樓；
- 於2007年年初完成尚湖樓及浚湖樓，包括一座備有288座位的演講廳，以已故諾貝爾物理學獎得主兼科學園前董事高錕命名；
- 於2007年年中完成海濱大樓一座及二座；
- 於2007年年底完成生物科技中心一座及二座。

第二期大樓分佈：
- 科技大道東12號：海濱大樓一座（Harbour View 1）
- 科技大道東16號：海濱大樓二座（Harbour View 2）
- 科技大道西8號：尚湖樓（Lakeside 1）
- 科技大道西10號：浚湖樓（Lakeside 2）
- 科技大道西7號：能源大樓一座（Energy Tower 1）
- 科技大道西9號：生物科技中心一座（Biotech Centre 1）
- 科技大道西11號：生物科技中心二座（Biotech Centre 2）
- 科技大道西13號：能源大樓二座（Energy Tower 2）

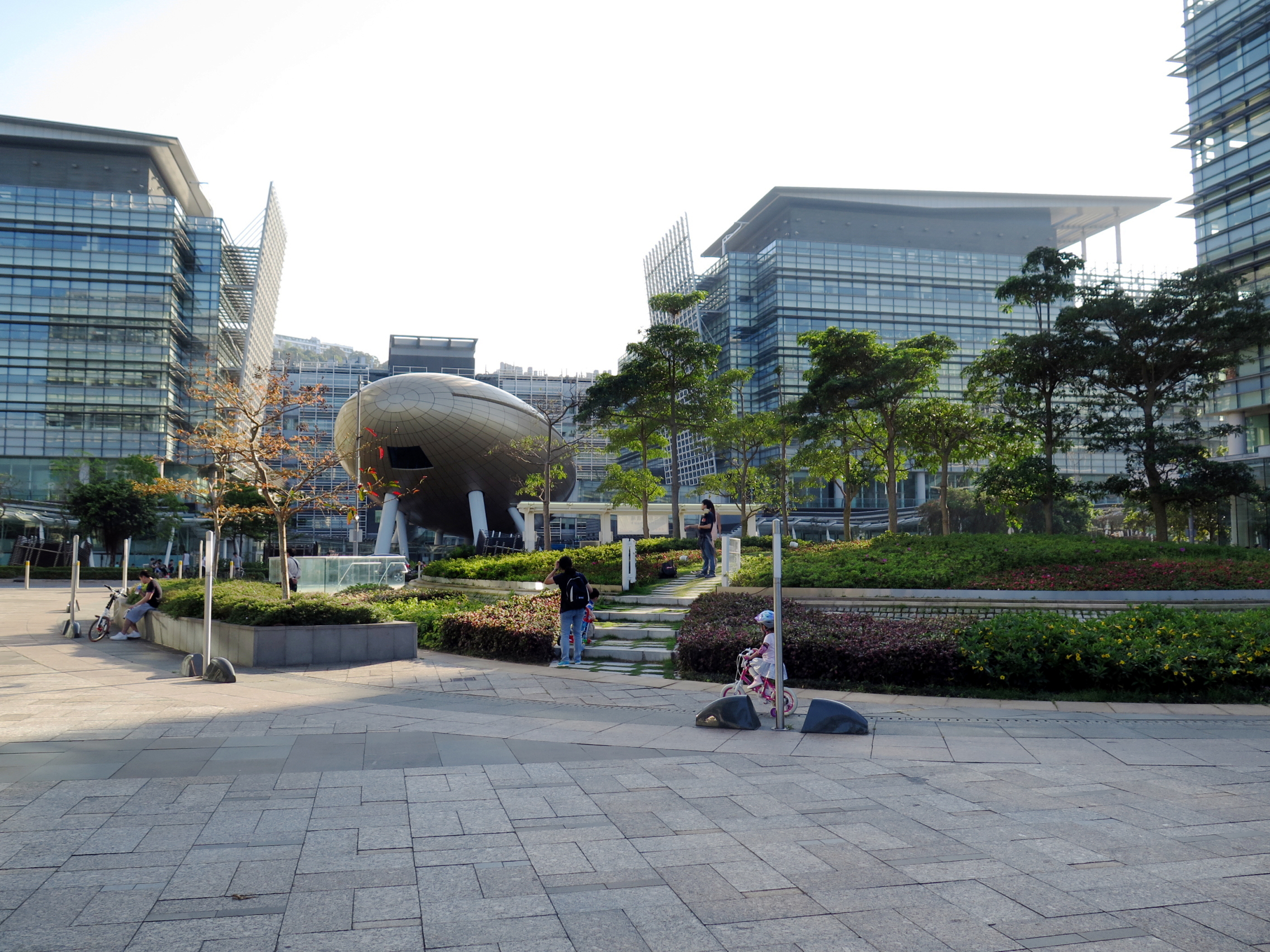
第二期休憩空間
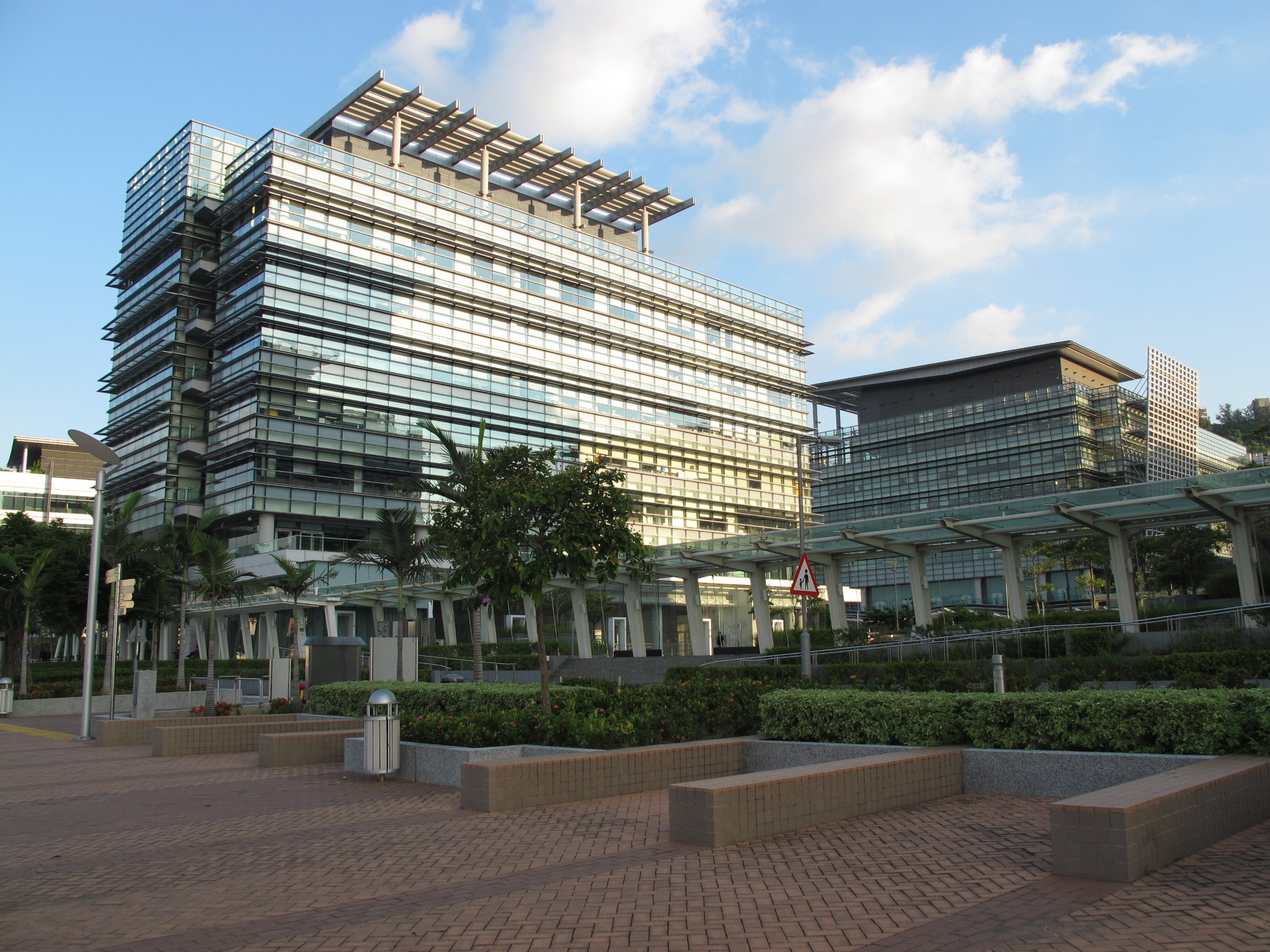
海濱大樓
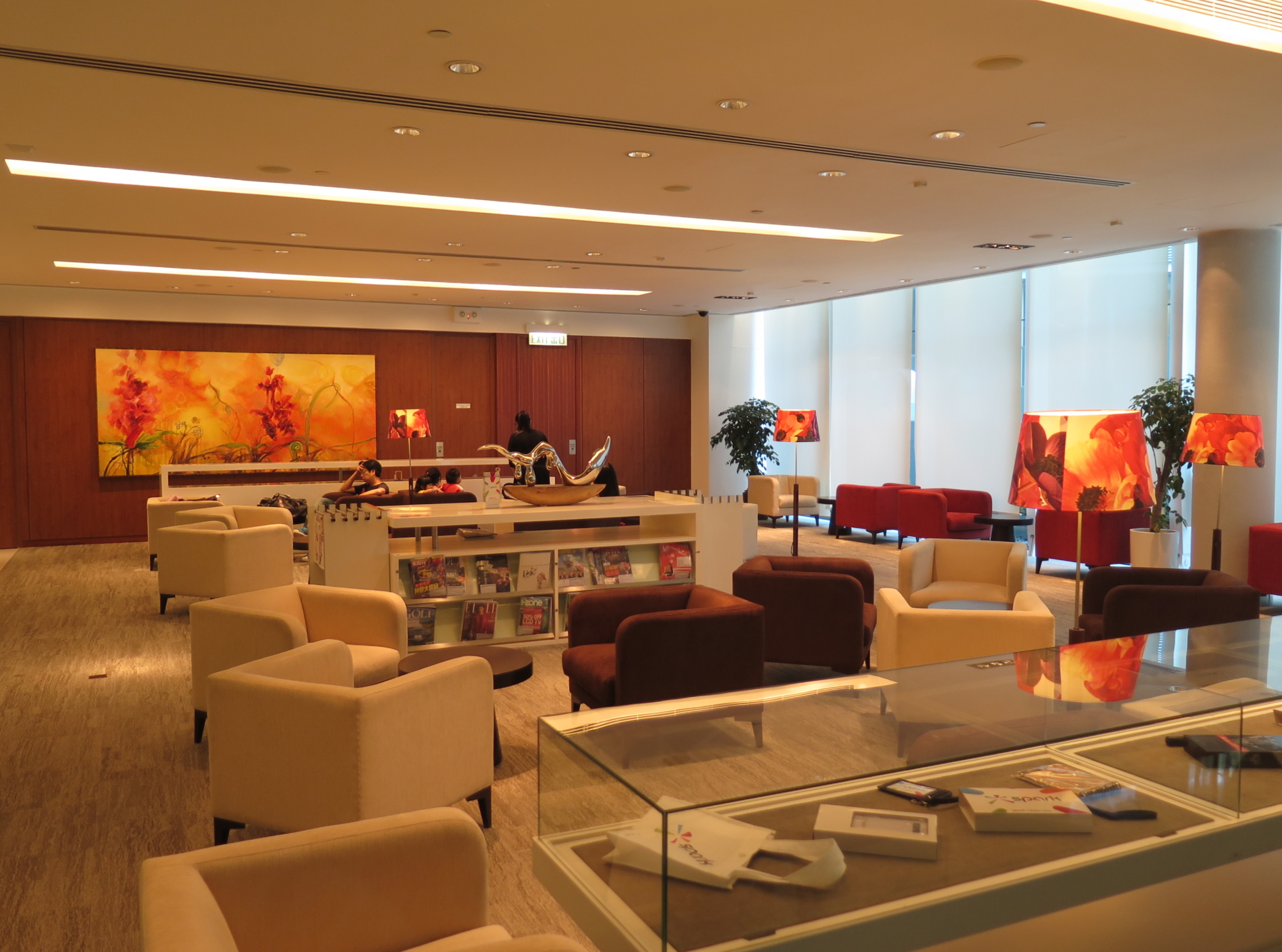
浚湖樓內設科學園會所
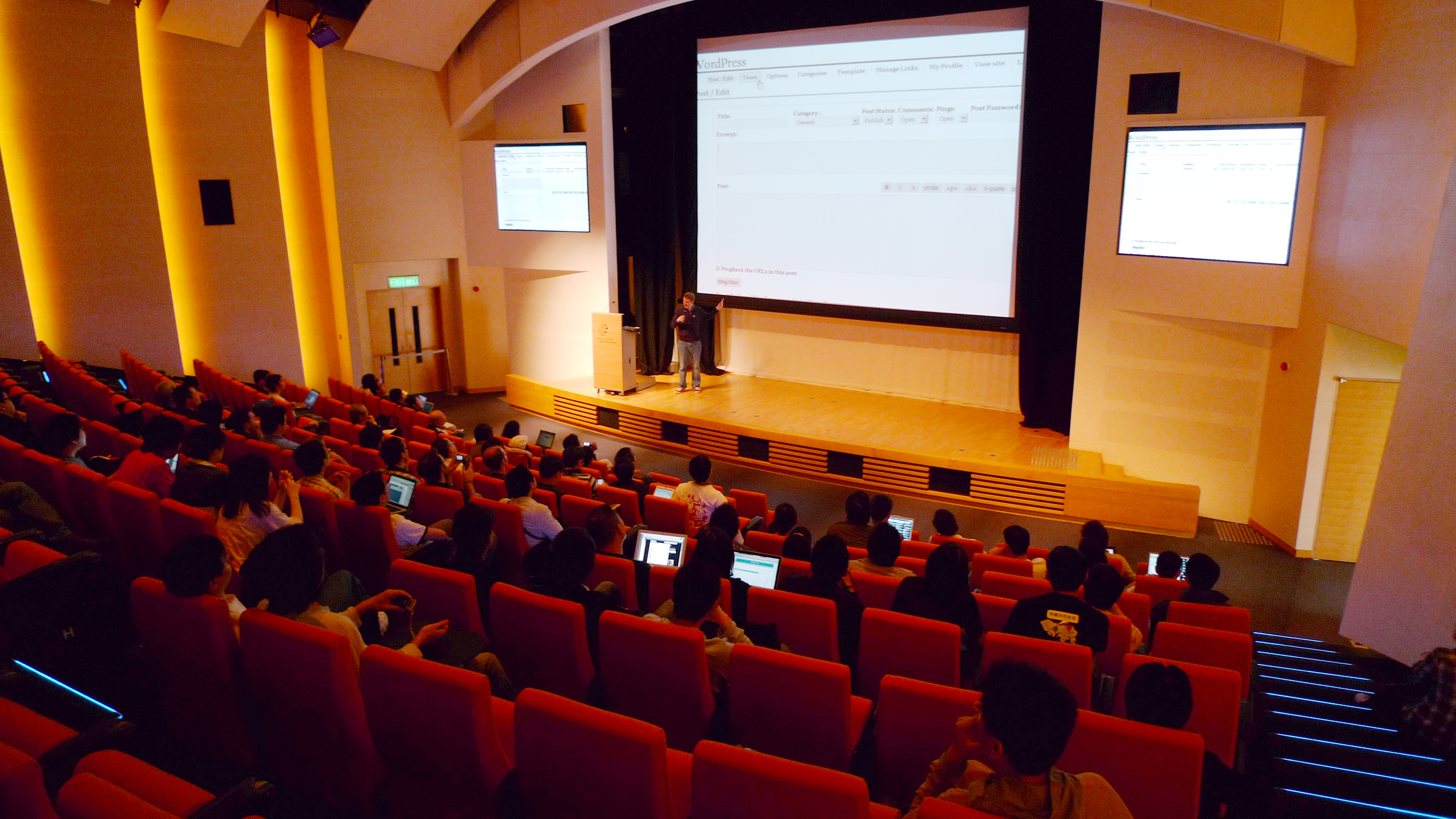
高錕會議中心內貌
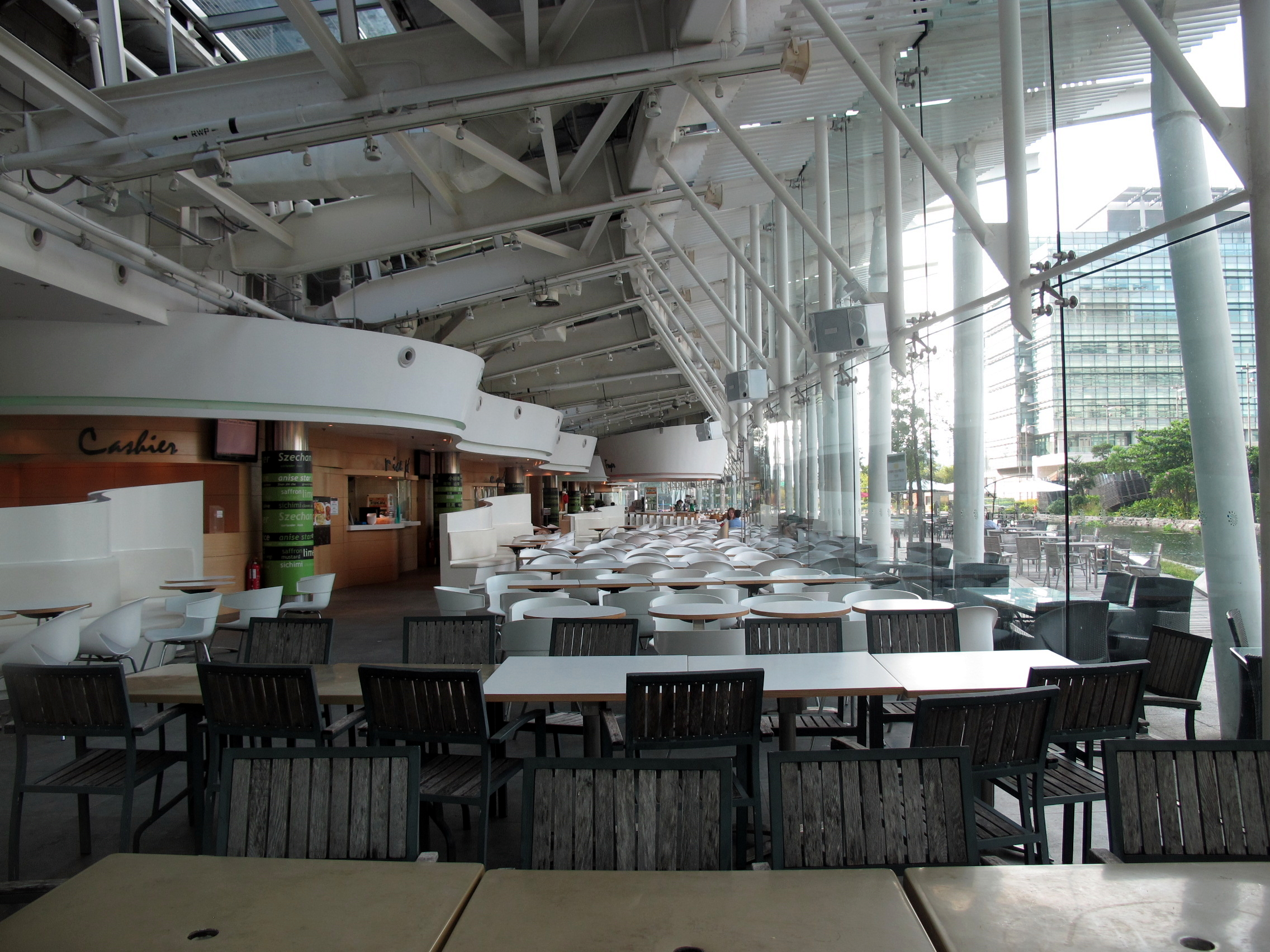
尚湖樓的食肆

#### 綠景樓

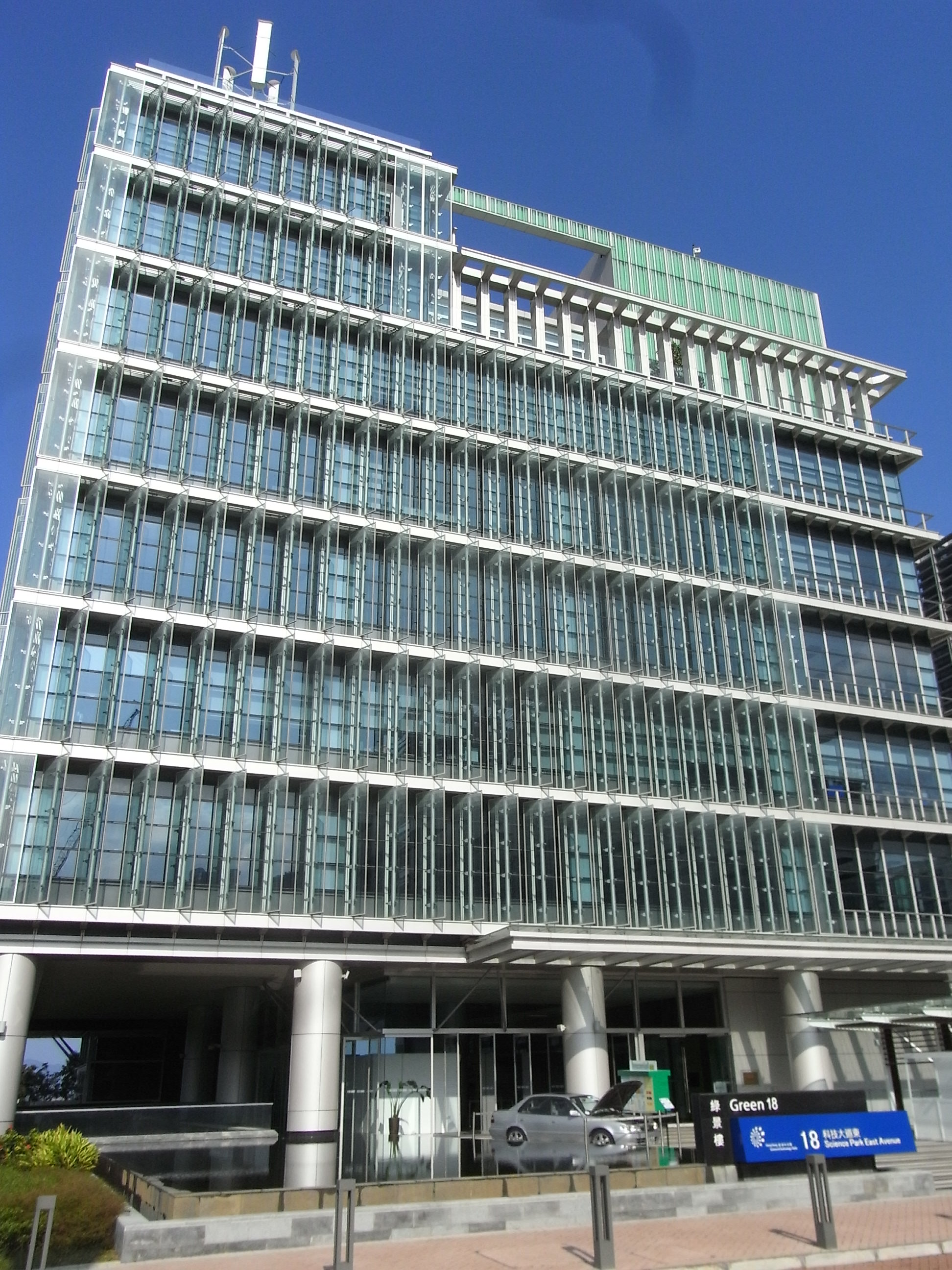
綠景樓

位於科技大道東18號的綠景樓（Green 18）於2011年5月落成，樓高8層，由關善明建築師事務所設計。建築採納多項環境保護設計元素，例如外牆裝上可開合式的玻璃幕牆和垂直懸掛式綠化牆及大樓天台更設有風力渦輪發電機，利用自然的風力，為建築物提供可再生能源。綠景樓榮獲2012環保建築大獎，新建建築類別「已落成建築」優異獎。

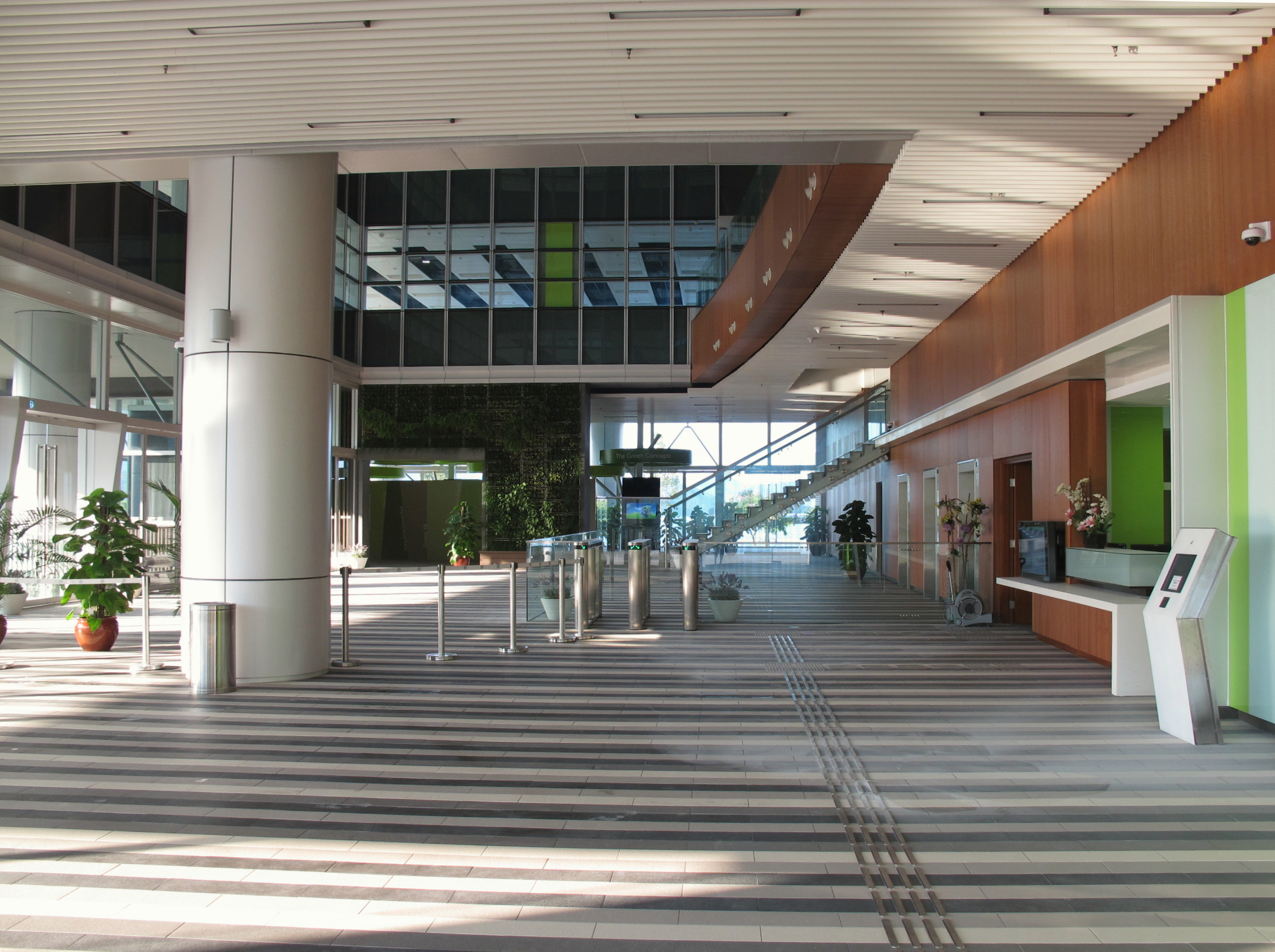
大堂
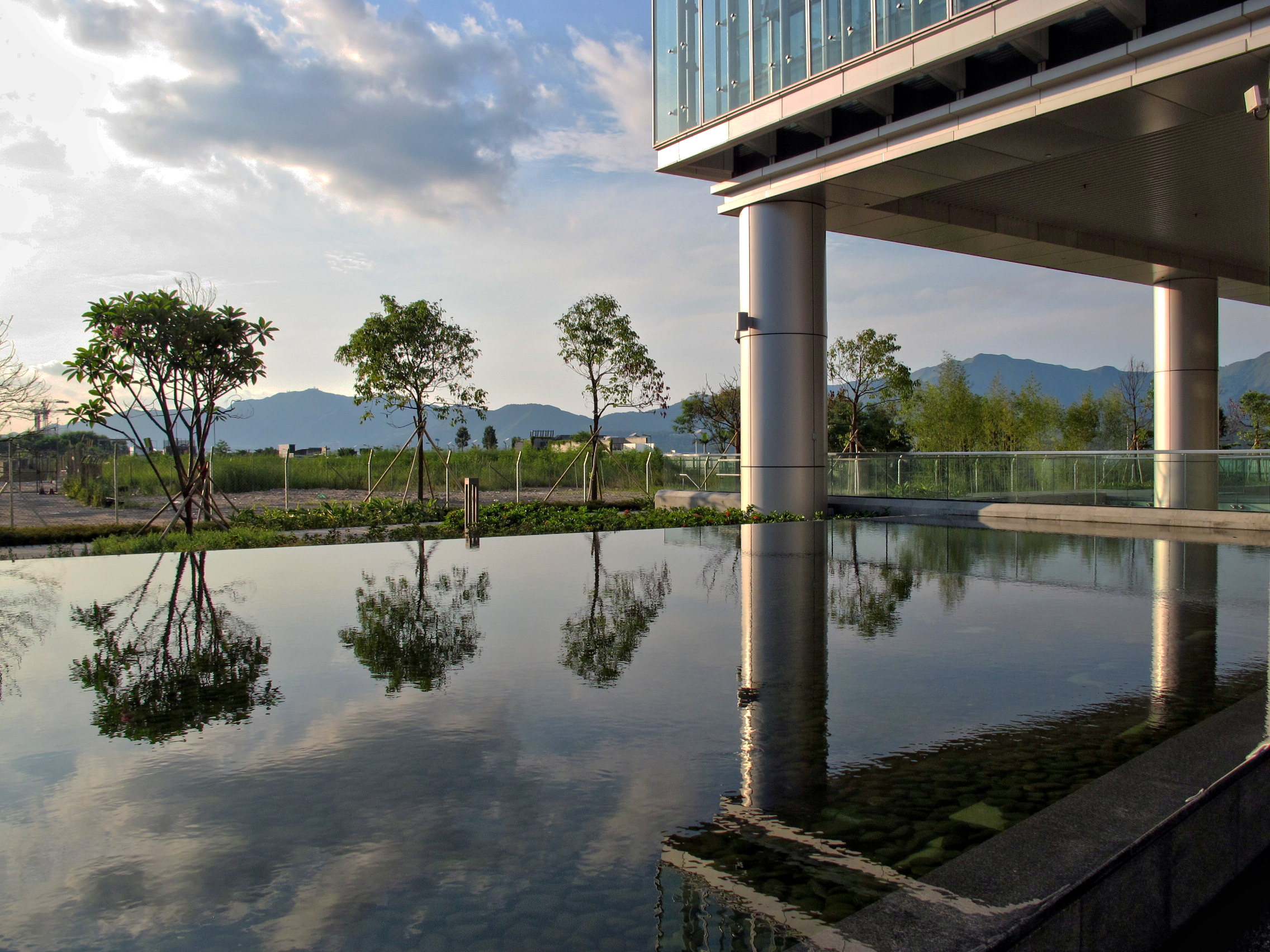
入口旁的水池
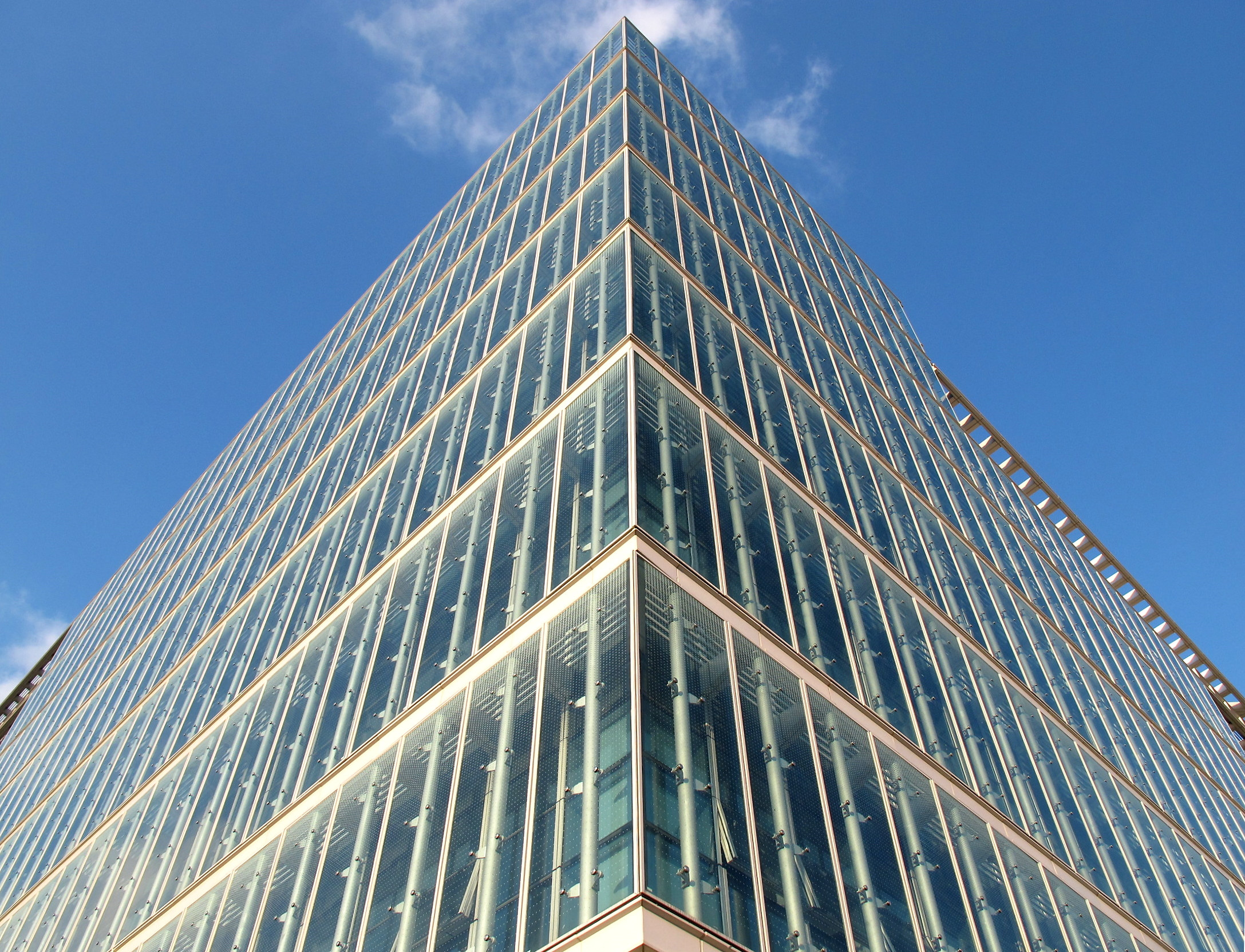
外牆裝上可開合式的玻璃幕牆

### 第三期

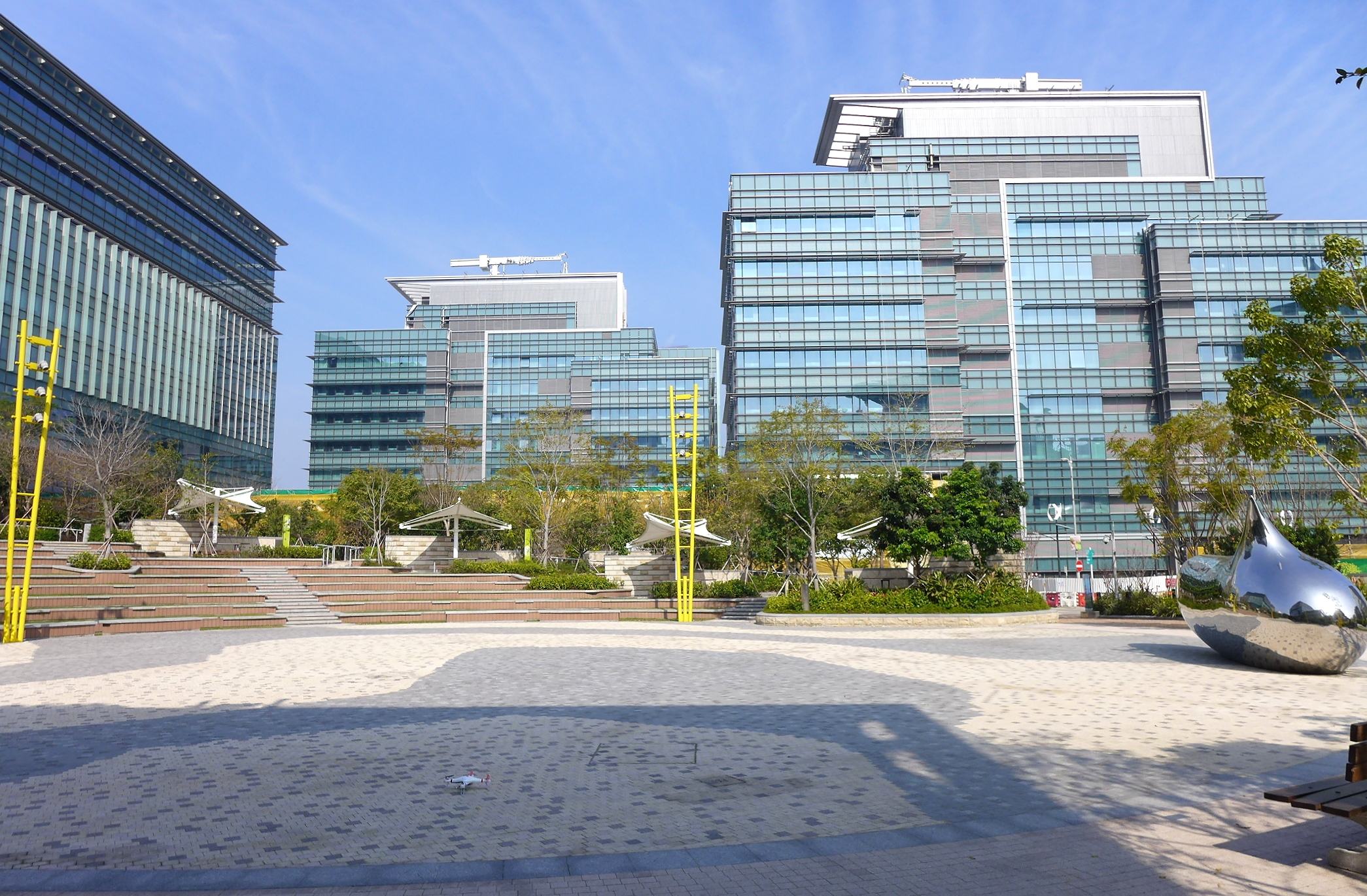
已落成的大樓（2016年1月）

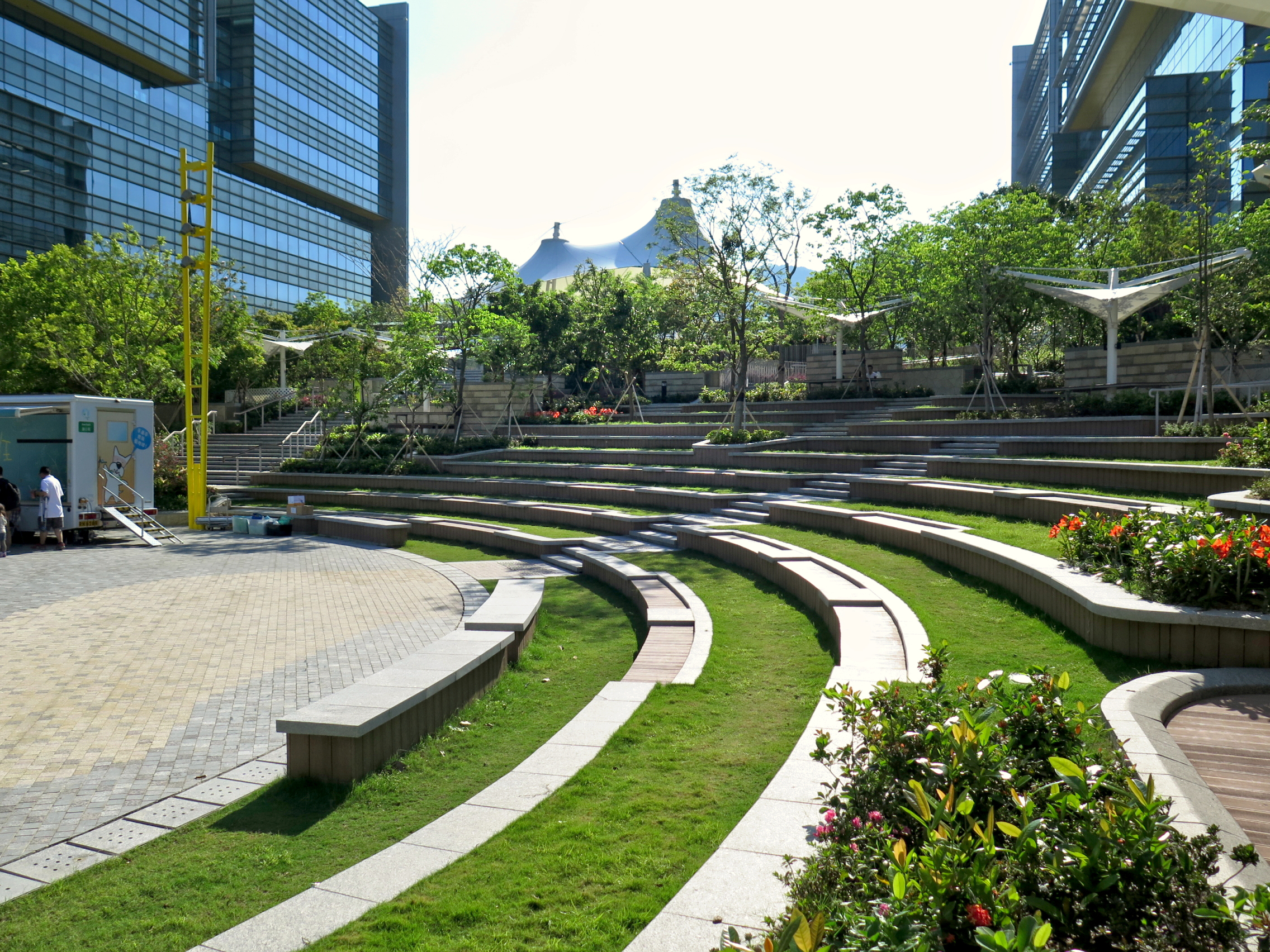
綠化園林廣場

香港科學園第三期於2011年12月15日舉行動土儀式，造價約49億港元，包括興建5幢8至9層高的科研及實驗室大樓、停車場地庫及各大樓之間的連接路和天橋，由關善明建築師事務所設計，並由呂元祥建築師事務所擔任環保顧問；總建築面積約105,000平方米。大樓可以容納約150家科技公司，並且引入最新的綠色科技及可持續發展建築設計，包括40%用地設定為綠化園林，栽種1,400棵樹木，裝置大規模的雨水回收系統，並且採用具備成本效益的節能措施，讓園內企業共同實踐綠色概念。首三幢大樓於2014年9月落成，餘下的兩幢大樓於2016年落成。
第三期大樓分佈：
- 科技大道西12號
- 科技大道西15號
- 科技大道西16號
- 科技大道東20號
- 科技大道東22號：TCL大廈（TCL Building）

第三期於2014年獲得香港綠色建築議會及環保建築專業議會「新建築類別 – 已落成建築」大奬。

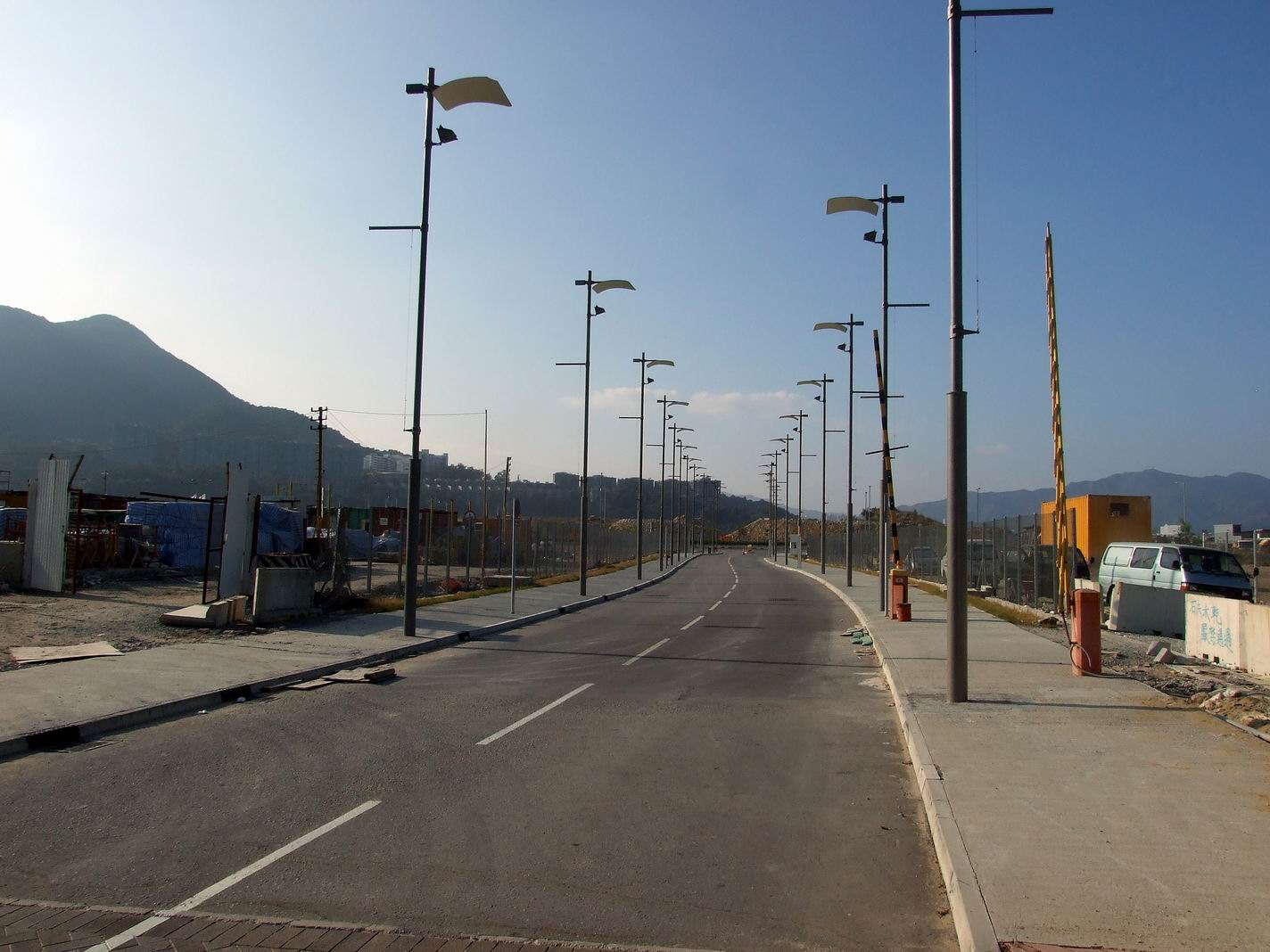
科技大道東通往第三期地盤（2007年12月）
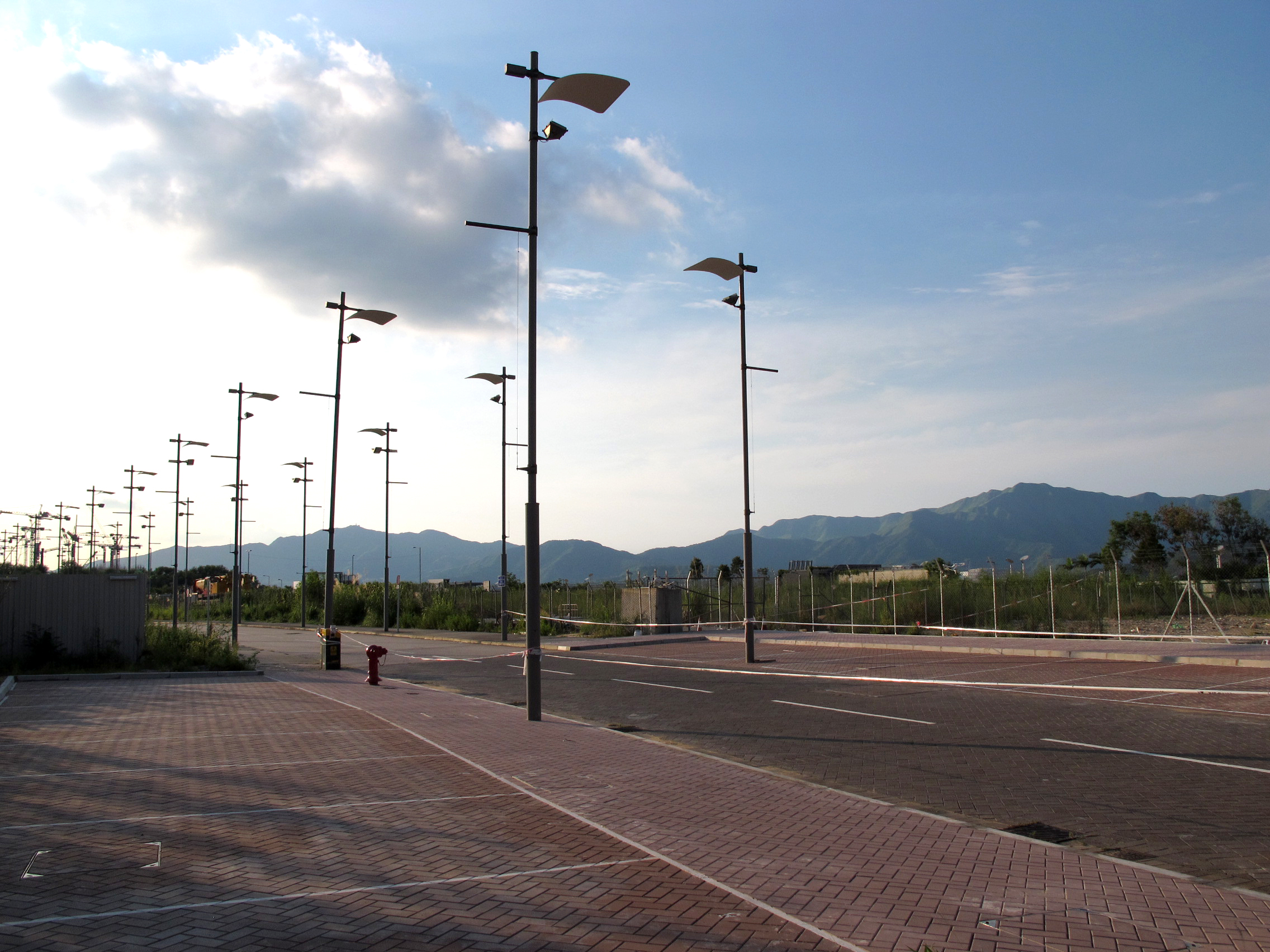
第三期地盤（2011年8月）
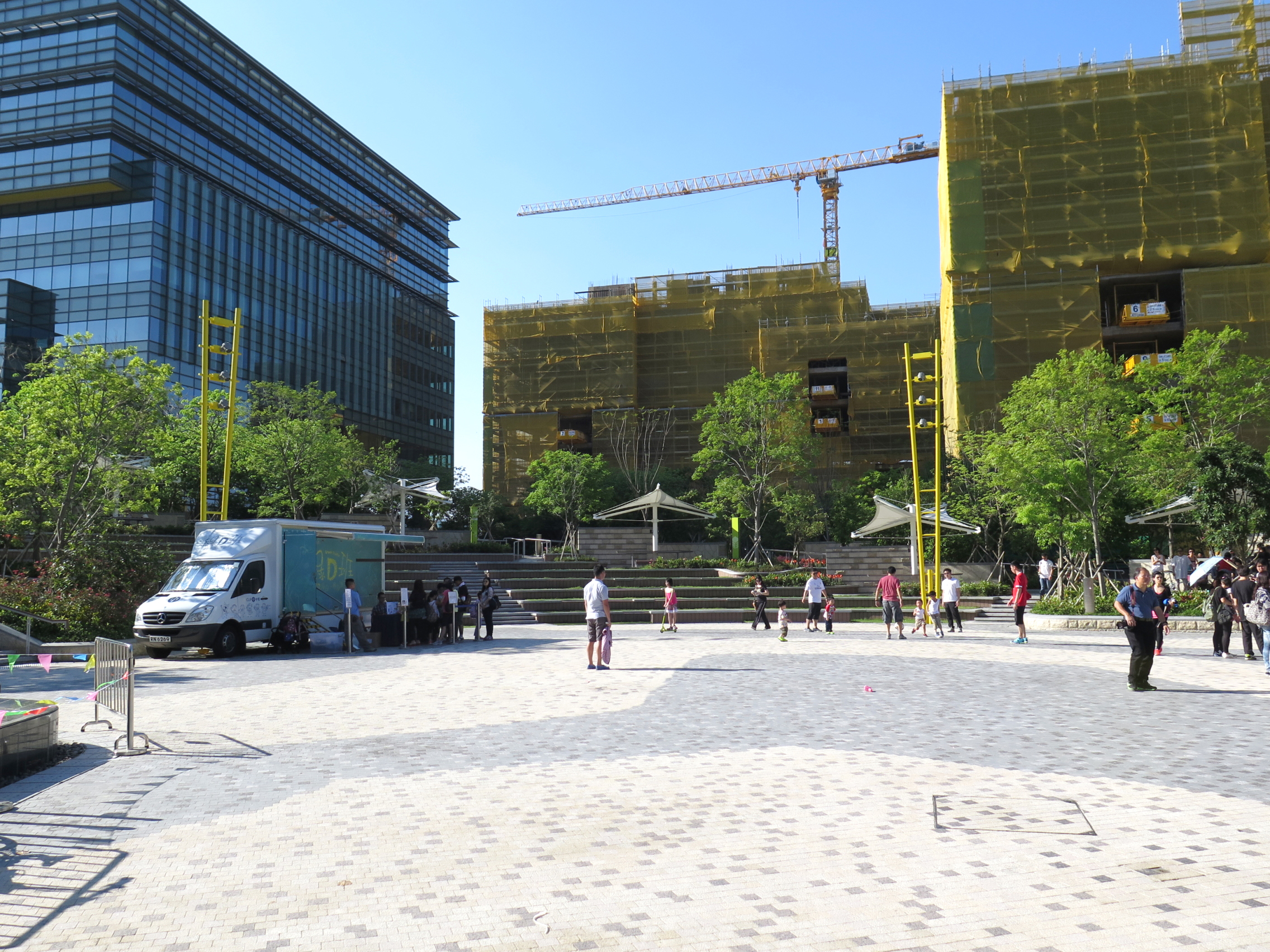
首三幢大樓於2014年9月落成
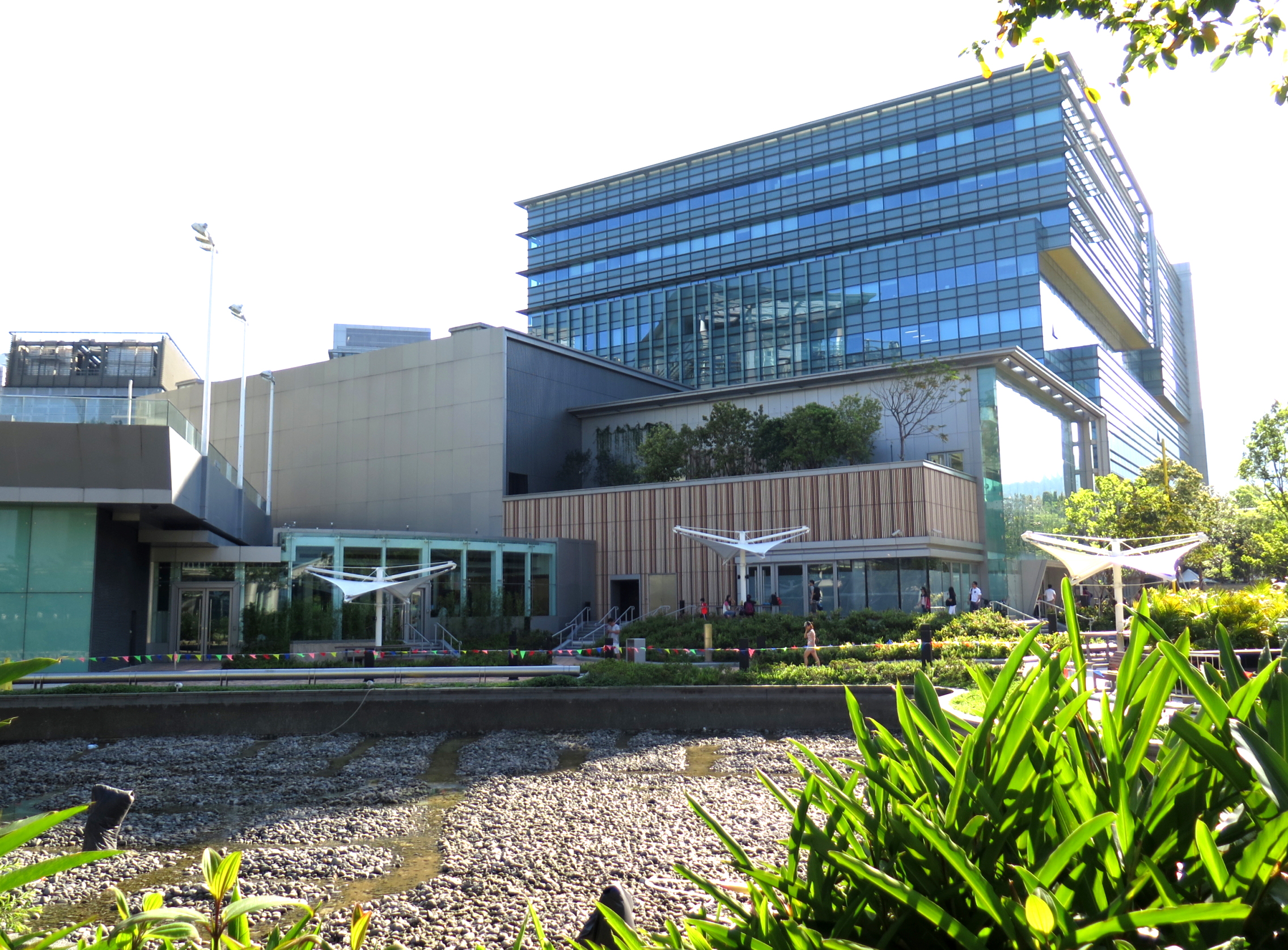
已落成的大樓（2015年4月）
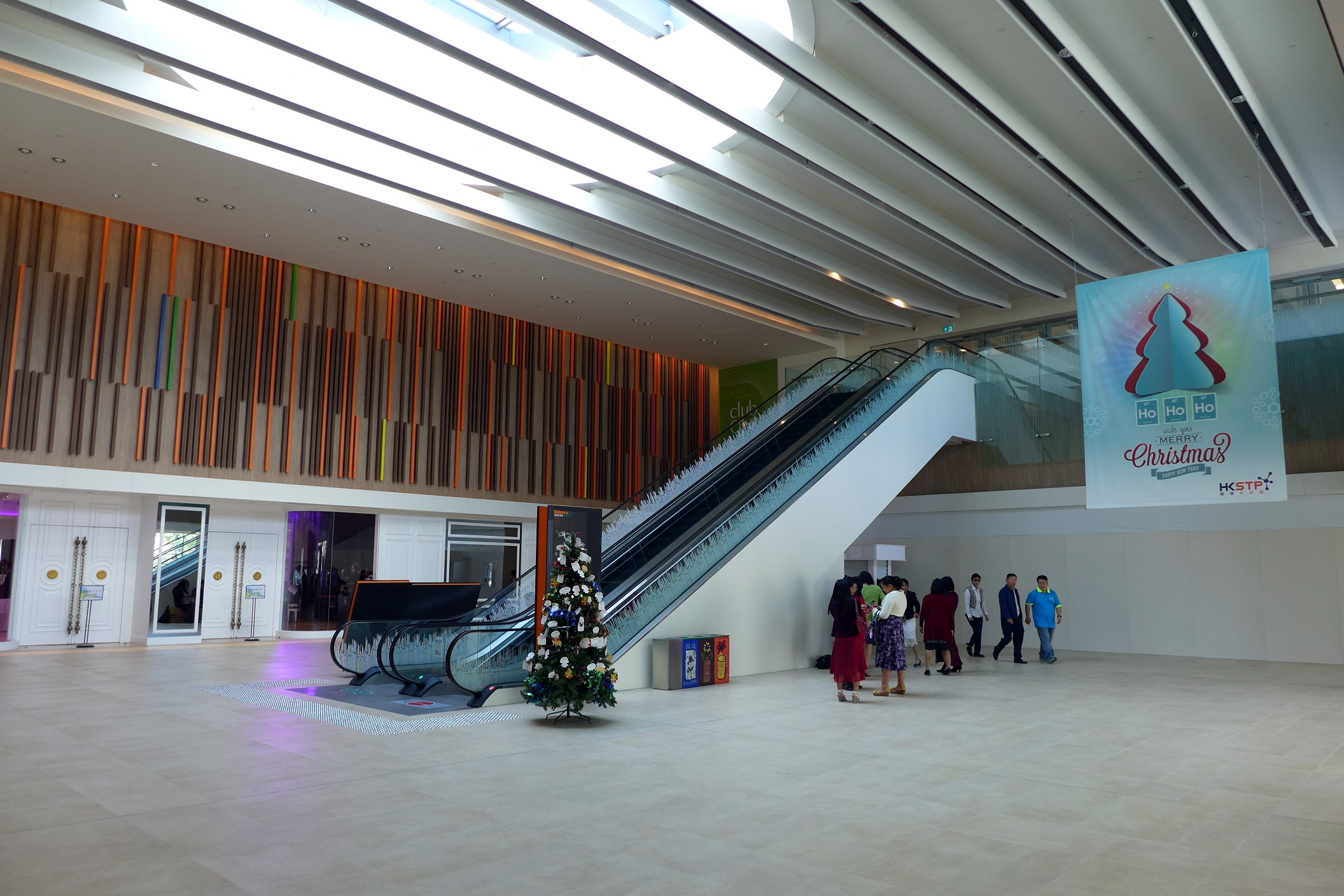
中庭

### 擴建計劃

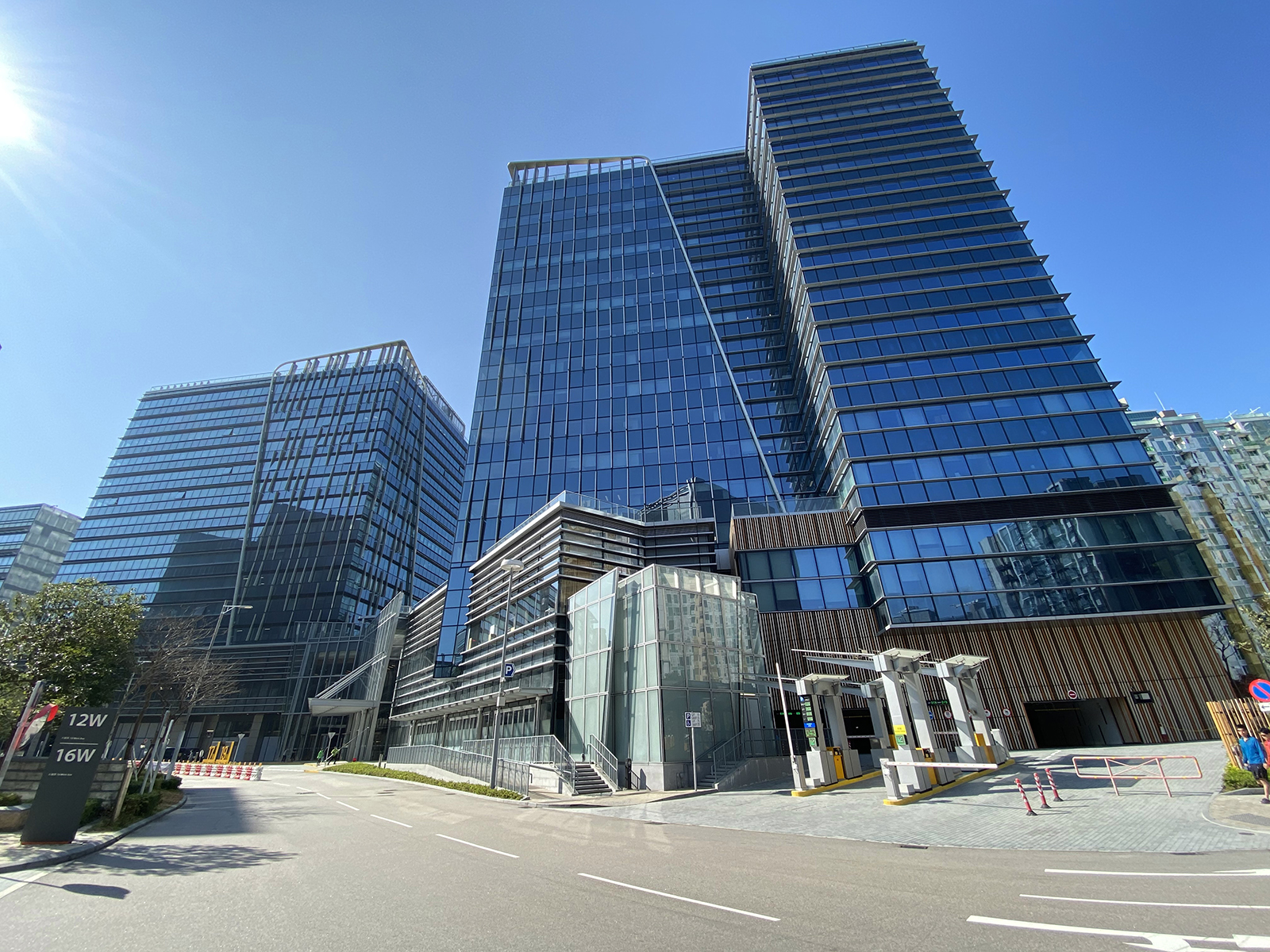
科學園三期擴建計劃有兩座大樓（17W和19W）

香港科學園擴建計劃位於科學園三期西面，於2016年11月22日舉行動土儀式，造價約44億港元，包括興建2幢14至15層高的科研大樓，由王董建築師事務有限公司設計，在2020年落成。

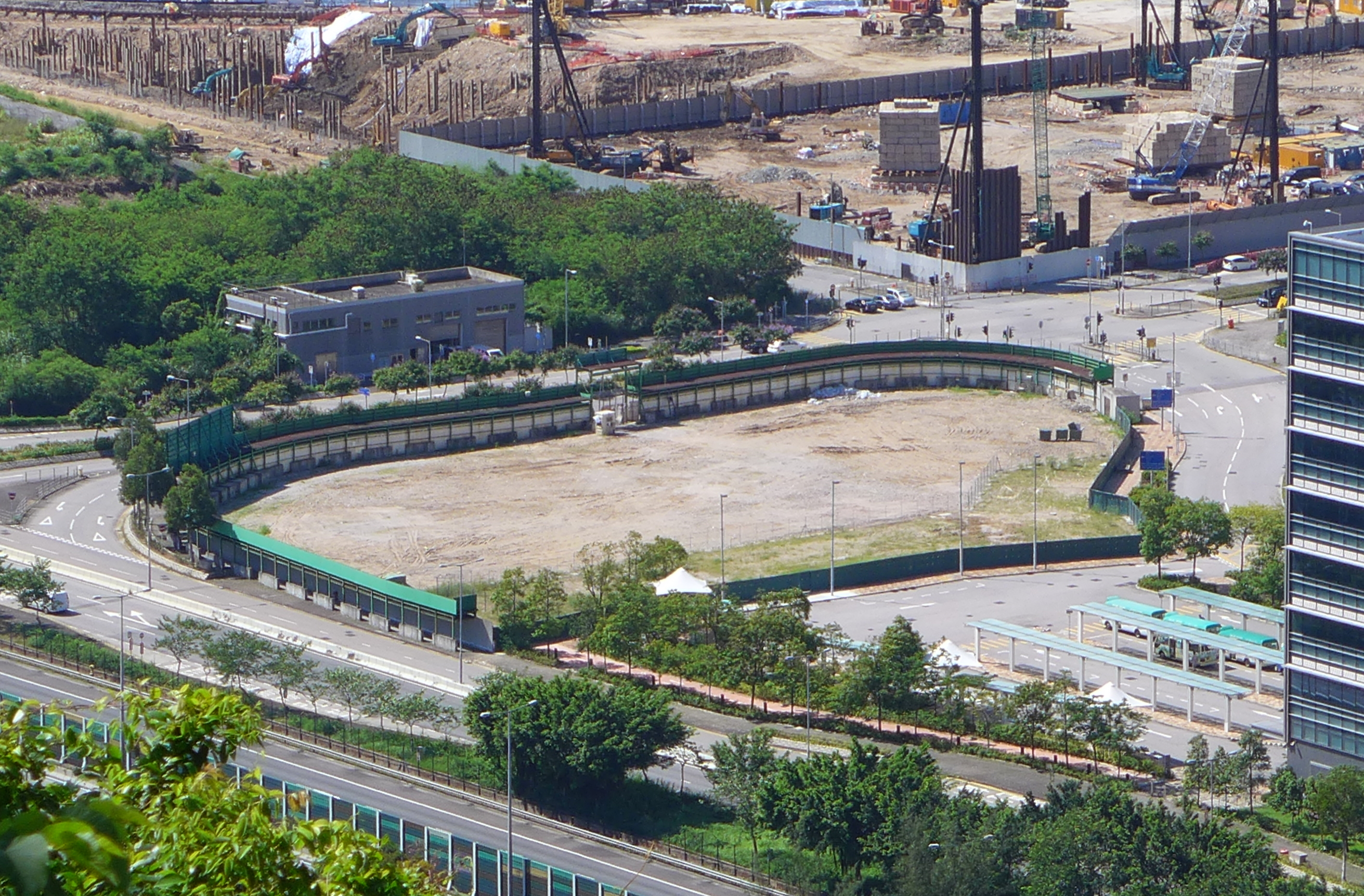
第三期地盤（2016年7月）
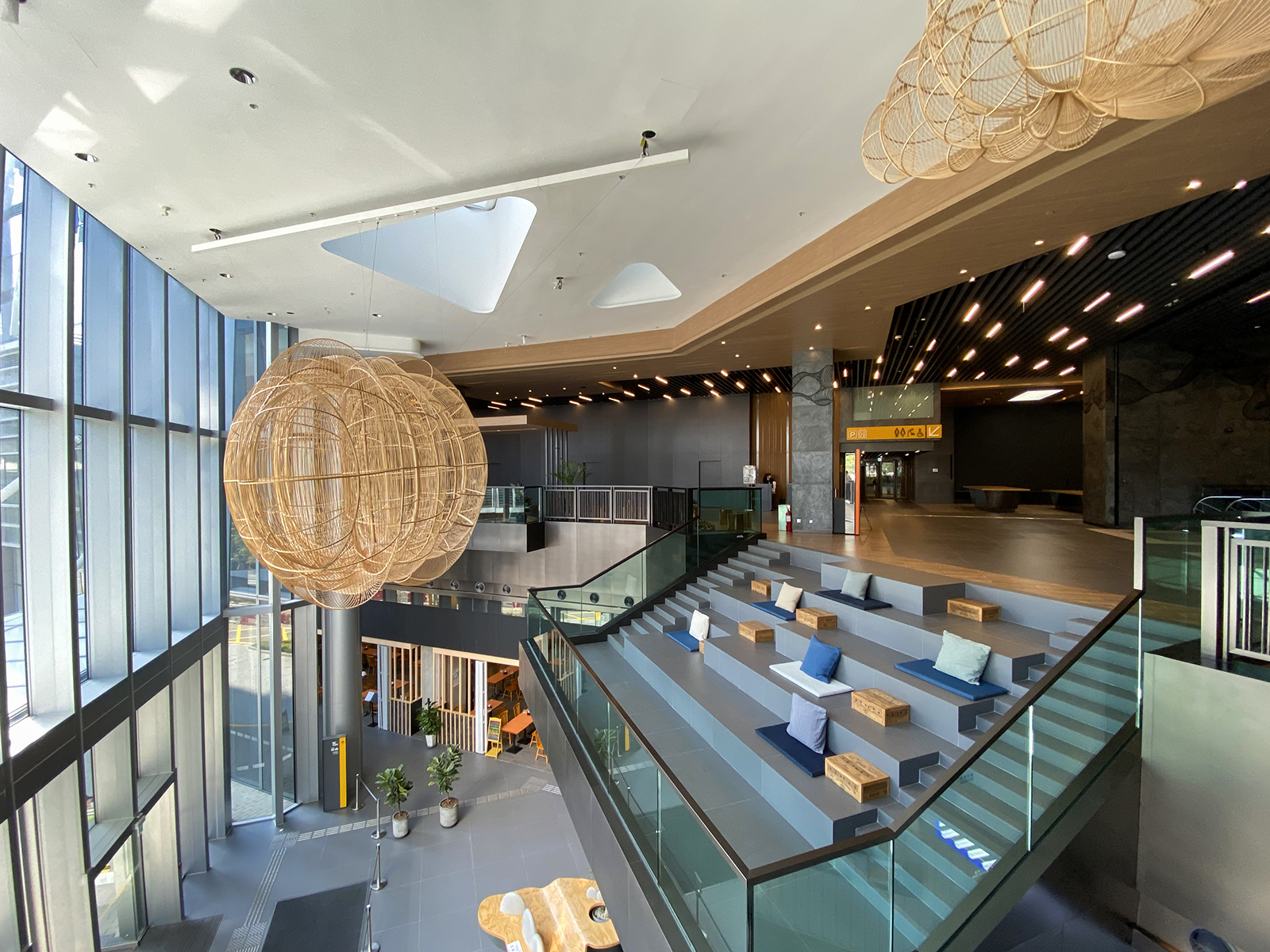
大堂（2021年2月）
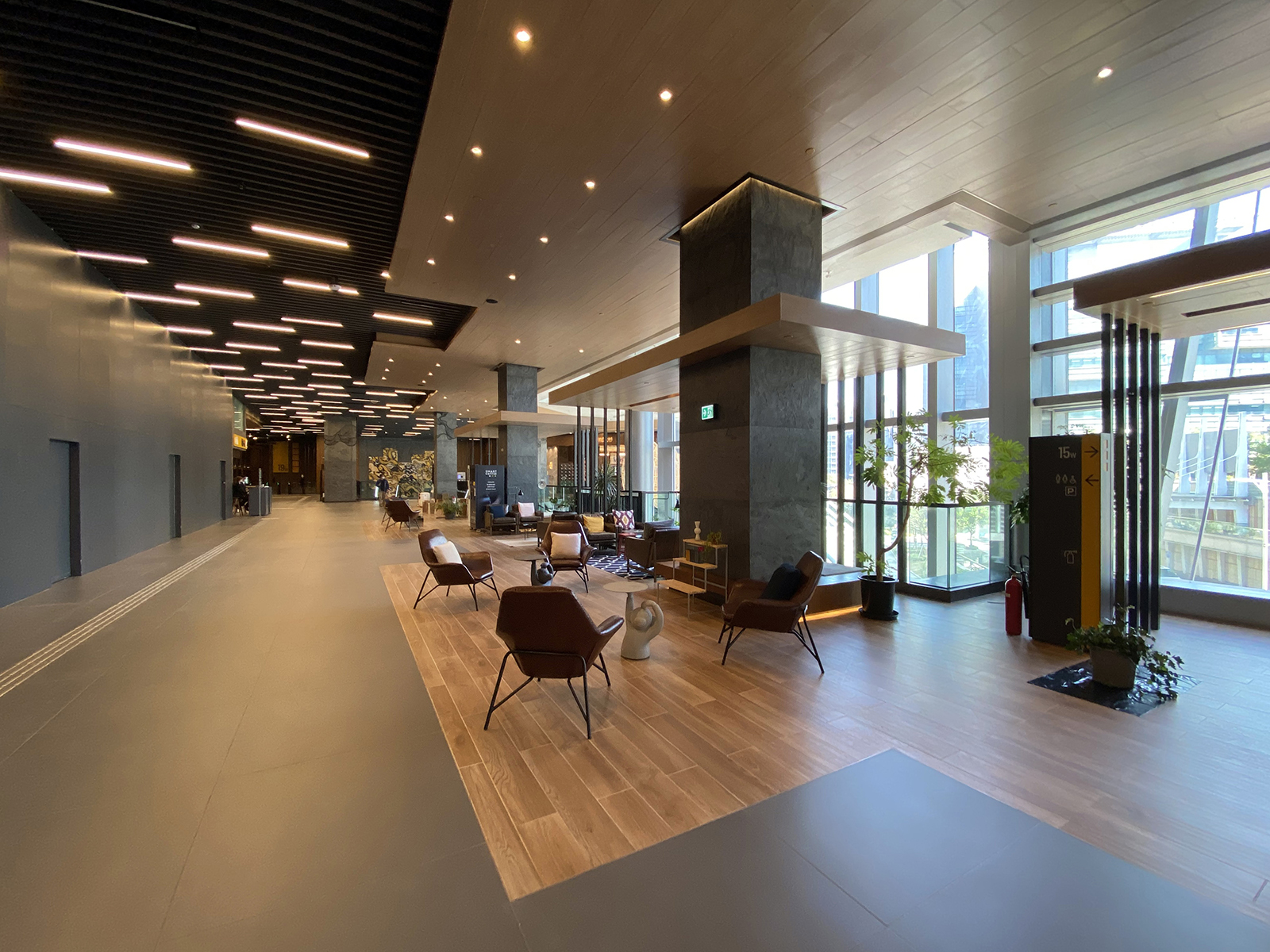
大堂閒座區（2021年2月）

### 創新斗室

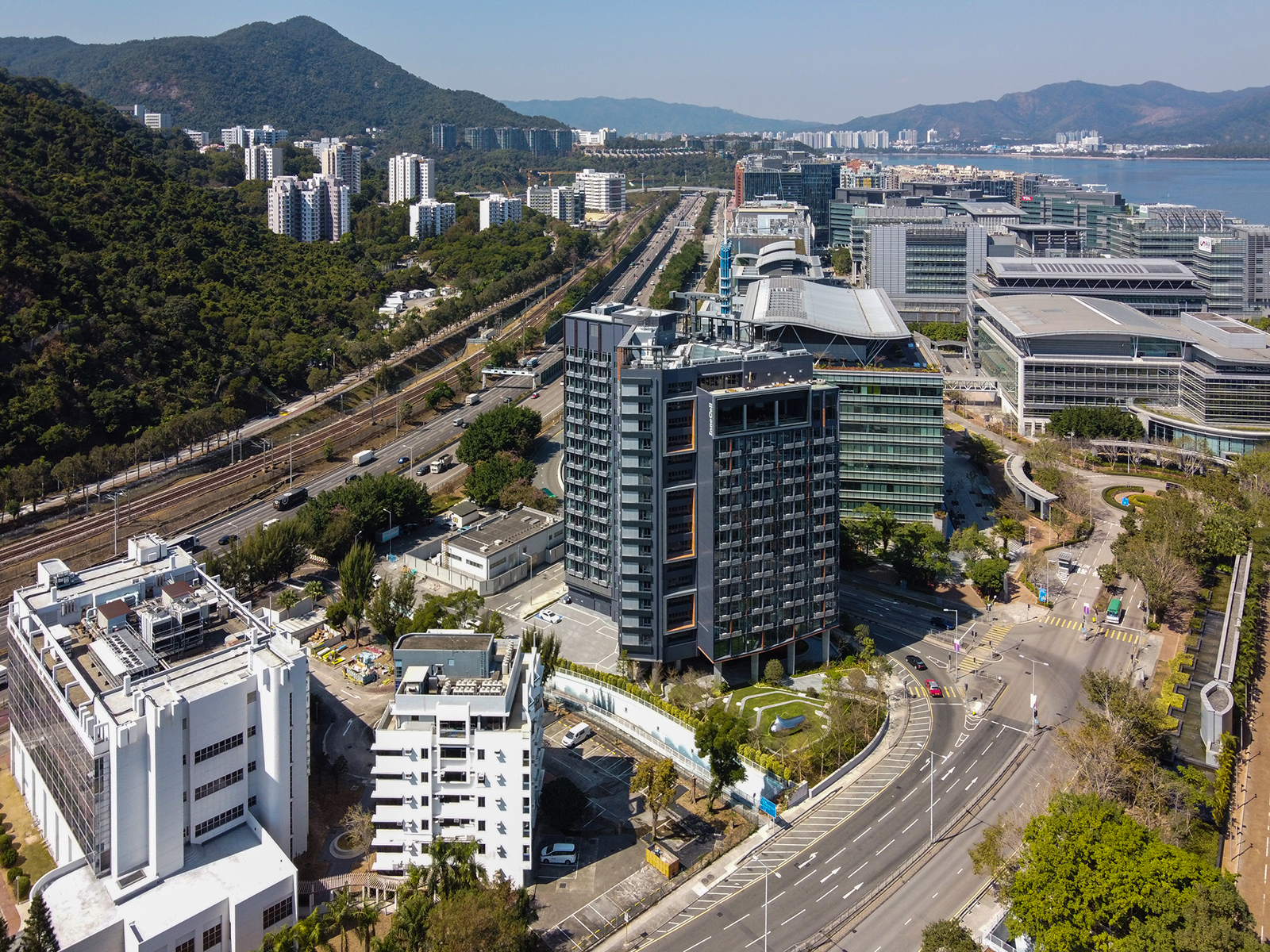
2021年初落成的創新斗室（InnoCell）

創新斗室（InnoCell），為香港首個建築項目採用創新的「組裝合成」建築法（Modular Integrated Construction – MiC）建成，大廈樓高17層，提供392個房間，511個住宿單位，由Leigh & Orange Architects負責建築設計。項目同時提供約3萬平方呎的公共空間，設有會議室、公共廚房、健身中心、酒吧及燒烤區等。項目在2021年4月下旬起正式招租，月租由7,000港元至10萬港元不等，只限香港科學園公司的員工和外國到訪人才租住。

### 第四期（已中止）
原定科研路、科進路、博研路、創新路一帶劃為科學園第四期，但為滿足市民對私樓的需求，政府2014年將合共約8公頃用地，改劃為四個中密度住宅項目，連及附近恒地蕉坑項目，供應逾6,300伙住宅單位。有關改劃惹來不少批評，在公眾諮詢期間有九成九反對政府的修訂。有立法會議員認為會對交通配套造成不勝負荷，質疑政府放棄支持本地的創新科技產業發展。但政府認為辦公室樓面的需求已足夠，認為「絕對可滿足現有及新增人口的需要」，結果形成科學園現有規模。

### 再度擴建
時任香港行政長官林鄭月娥透過《2021年度香港行政長官施政報告2021年施政報告》宣佈，正研究科學園的第二度擴建工程，並重啟馬料水填海計劃，配合沙田污水處理廠遷入岩洞的計劃騰出現址，可提供總共88公頃的新土地，新增土地主要會用作創科發展，強化東部走廊地區以創科為主要經濟功能。同時，政府會邀請港鐵公司研究以現時位處白石角的香港教育大學運動中心用地為基礎，興建東鐵綫科學園╱白石角站。

## 休憩設施
香港科學園彷如城市綠洲，設有休憩設施包括海洋廣場、議事廣場及園中湖等美景。

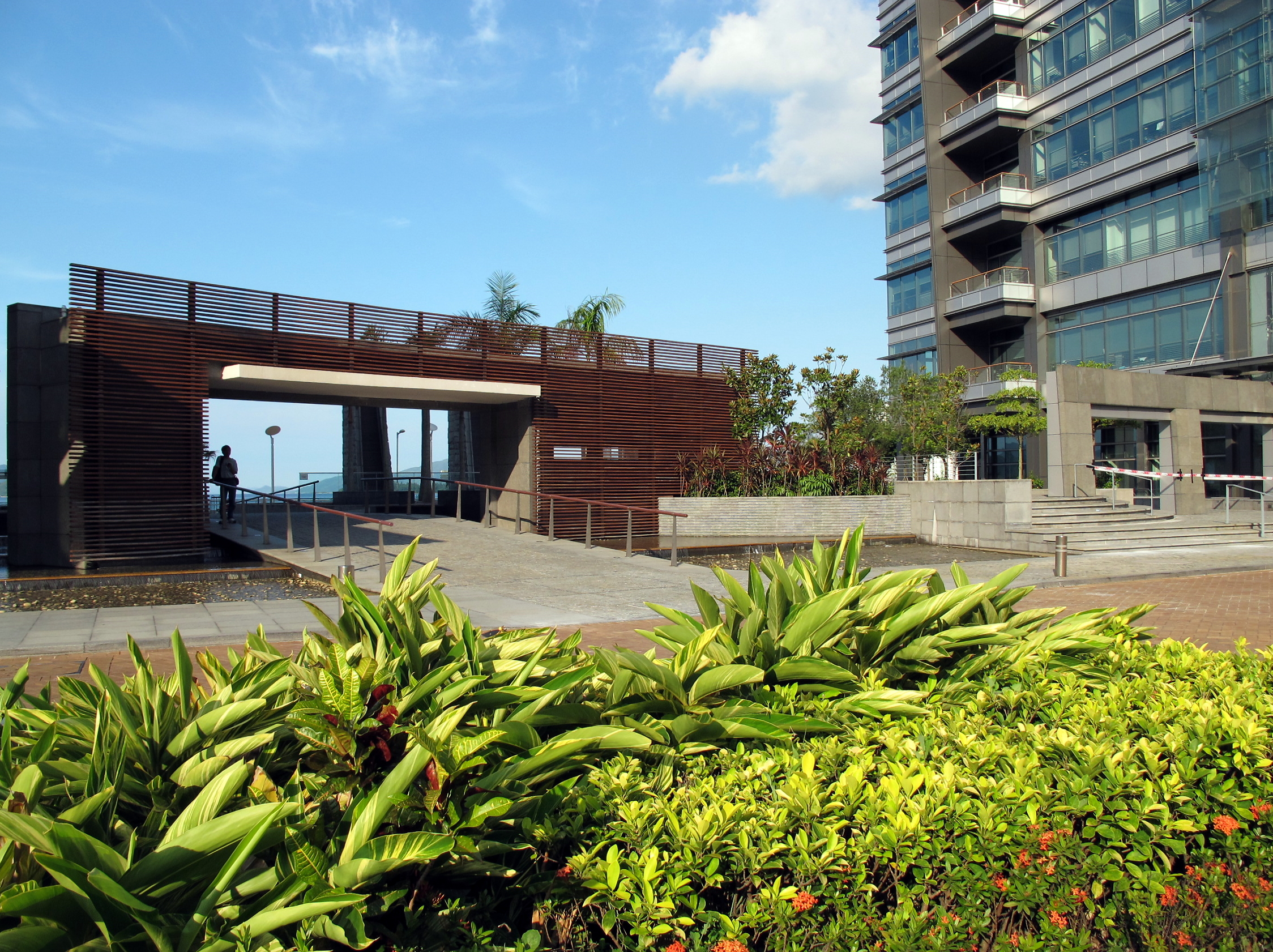
海洋廣場

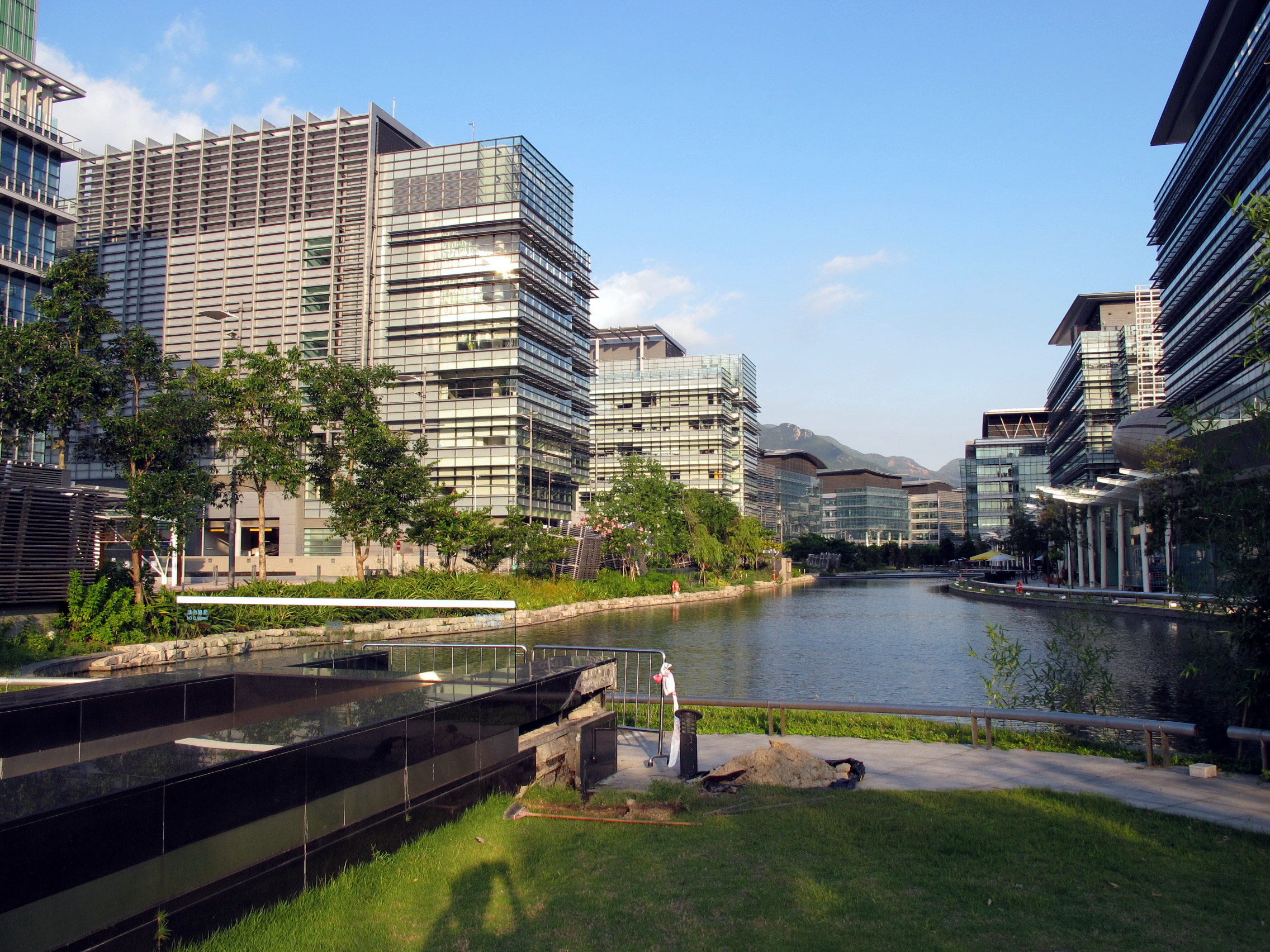
第二期園中湖

## 入駐企業
部分入駐企業包括
- 中山大學香港高等研究院
- 平行雲Paraverse Technology國際總部
- 寧德時代國際總部香港科技創新研發中心
- 杰平方半導體晶圓廠香港首間碳化硅（SiC）8寸先進垂直整合晶圓廠項目，預計項目總投資額約港幣69億元
- 黑芝麻智能香港科技創新研發中心
- 英恒科技研發中心
- 瑞銀集團財富管理數碼中心
- 地平线机器人創新研發中心
- 華大智造αLab實驗室
- 哪吒汽車國際總部及智能研發中心
- 德勤中國創新及資產研發中心
- 聖諾醫藥研發中心
- 納米及先進材料研發院有限公司
- 科學園-醫管局數據實驗室”設於香港科學園19W大樓二樓
- 飛利浦電子香港有限公司
- TDK新科實業有限公司
- 日立
- 西門子智慧城市數碼中心，佔地3400 呎
- 艾睿電子技術應用工作間（Arrow Open Lab）
- 英伟达（Nvidia）
- 新思科技（Synopsys）
- 英飛凌研發中心
- 赛灵思（Xilinx）
- 富士通（Fujitsu）
- Diodes百利通（Pericom）
- 思佳讯（Skyworks）
- 司亞樂（Sierra Wireless）
- Cree Hong Kong Ltd.
- Aura Labs
- 斯堪尼亚汽车（Scania）
- Qorvo
- 安森美半导体香港有限公司
- TÜV南德意志集团
- 美國環境系統研究所公司（ESRI）
- 金山科技
- 德昌電機
- 香港應用科技研究院
- 晶門科技有限公司
- 康盛人生（香港）有限公司
- 生寶生物科技有限公司
- SolveWhere Software Ltd.
- ViXS Systems Inc
- Hologic
- D.light Design
- TCL集團
- 勁亮嘉科技有限公司等離子照明研發中心
- Madhead
- 無線聯電科技有限公司，全球無線充電領域的領軍企業
- 華為諾亞方舟實驗室
- Master Dynamic Ltd
- XDynamics
- Hanson Robotics機械人公司
- 視野機器人有限公司
- Rehab-Robotics機械人公司
- 小i機器人「香港智臻智能網絡科技有限公司」
- 機械人技術促進中心，佔地4000平方呎，可容納最少五間機械人技術初創企業
- Teledyne e2v，亞太區總部
- 商湯科技（SenseTime）人工智能
- 健科國際股份有限公司
- AutoX，無人車初創企業
- 神經退行性疾病研究中心
- 醫療機械人創新技術中心
- 中國科學院香港創新研究院人工智能與機器人創新中心
- 瑞典卡羅琳醫學院，全球第一個海外研究中心
- 神經肌肉骨骼再生醫學中心
- 相達生物科技
- 香港名貴中藥檢定中心有限公司

## 参考文献

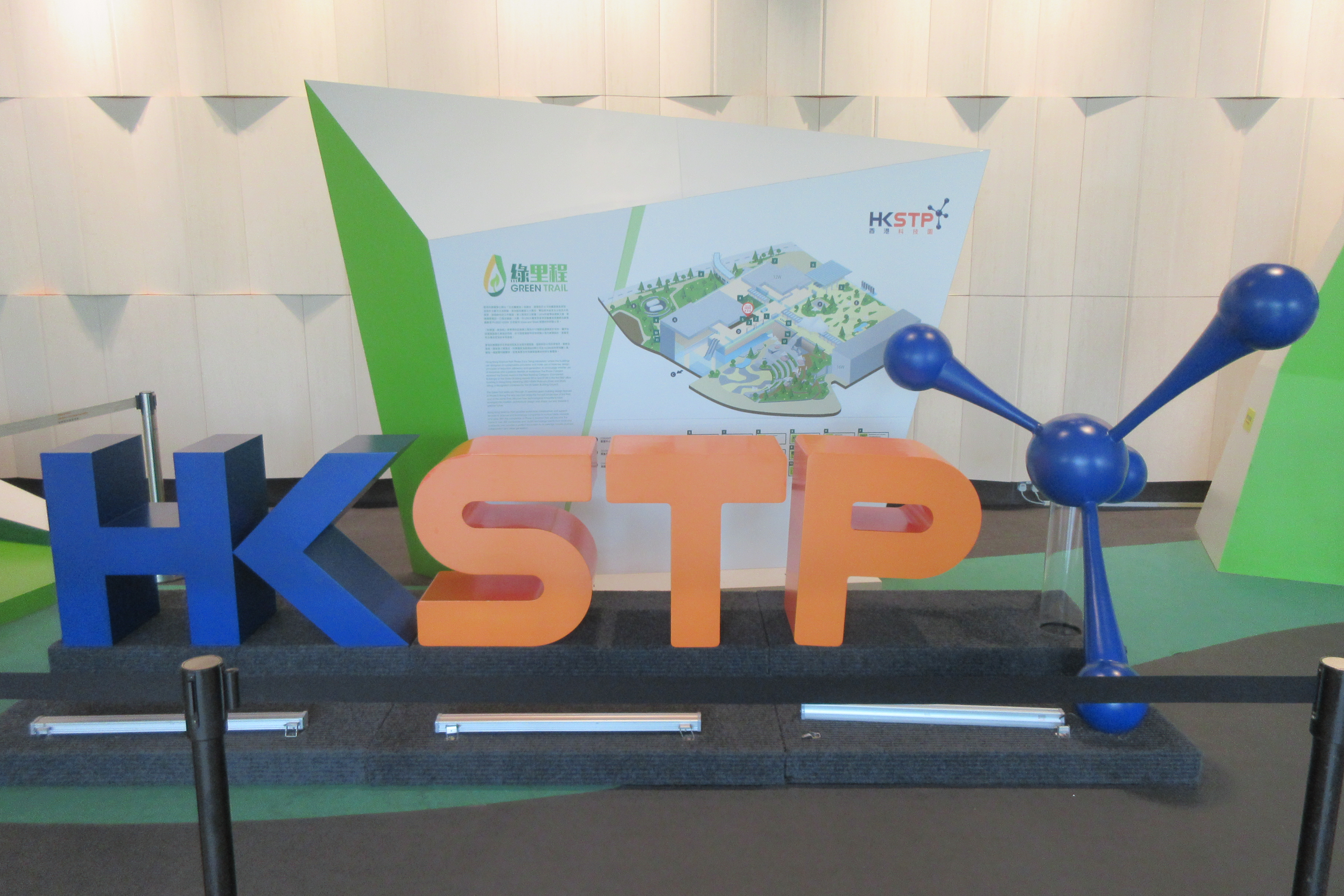

## 外部連結
- 香港科技園 （页面存档备份，存于）